# 마스 글로벌 서베이어
마스 글로벌 서베이어(Mars Global Surveyor; MGS)는 NASA에서 발사한 화성 탐사선이다. 1996년 11월 7일 델타 7925 로켓에 실려 발사되었다. 10개월간의 여행 끝에 1997년 9월 11일 화성 궤도에 진입하였다. 총 무게는 1030.5 kg이며, 출력은 980 W이다. 2006년 11월 5일 임무를 종료하였다.

## 목표
MGS는 주요 임무 동안 다음과 같은 과학 목표를 달성했다.
1. 화성의 표면 특징과 지질학적 과정을 특징짓는다.
2. 표면 광물, 암석, 얼음의 구성, 분포, 물리적 특성을 결정한다.
3. 행성의 지형, 모양, 중력장을 결정한다.
4. 자기장의 특성을 설정하고 지각 잔존장을 매핑한다.
5. 화성의 기후와 대기의 열 구조를 감시한다.
6. 화성의 표면 특징, 팽창과 후퇴하는 극지방의 얼음, 극지방 에너지 균형, 그리고 계절적 주기로 이동하는 먼지와 구름을 관찰함으로써 화성의 표면과 대기 사이의 상호작용을 연구한다.

MGS는 또한 그것의 확장된 임무의 다음과 같은 목표를 달성했다.
1. 2006년 3월 화성에 도달한 NASA의 화성 정찰위성과 지속적인 관측을 형성하기 위한 지속적인 기상을 감시한다.
2. 2007년 피닉스 우주선과 2011년 큐리오시티 탐사선의 착륙 가능 장소를 캡쳐한다.
3. 퇴적암 돌출부 등 과학적으로 관심이 있는 주요 부지를 관찰 및 분석한다.
4. 바람과 얼음으로 인한 표면의 변화에 대해 지속적으로 모니터링한다.

## 임무 시간대
- 1996년 11월 7일: 케이프 커내버럴에서 발사하다.
- 1997년 9월 11일: 화성 도착, 궤도 탐색을 시작하다.
- 1999년 4월 1일: 일차 매핑 단계를 시작하다.
- 2001년 2월 1일: 첫 번째 확장 임무 단계를 시작하다.
- 2002년 2월 1일: 두 번째 확장 임무 단계를 시작하다.
- 2003년 1월 1일: 릴레이 임무가 시작하다.
- 2004년 3월 30일: MGS는 화성 탐사 로봇 스피릿의 첫 85솔의 이동 경로를 보여주는 바퀴 자국과 함께 사진을 찍었다. 화성 탐사선 스피릿호의 착륙 지점과 MGS가 촬영한 궤도이다.

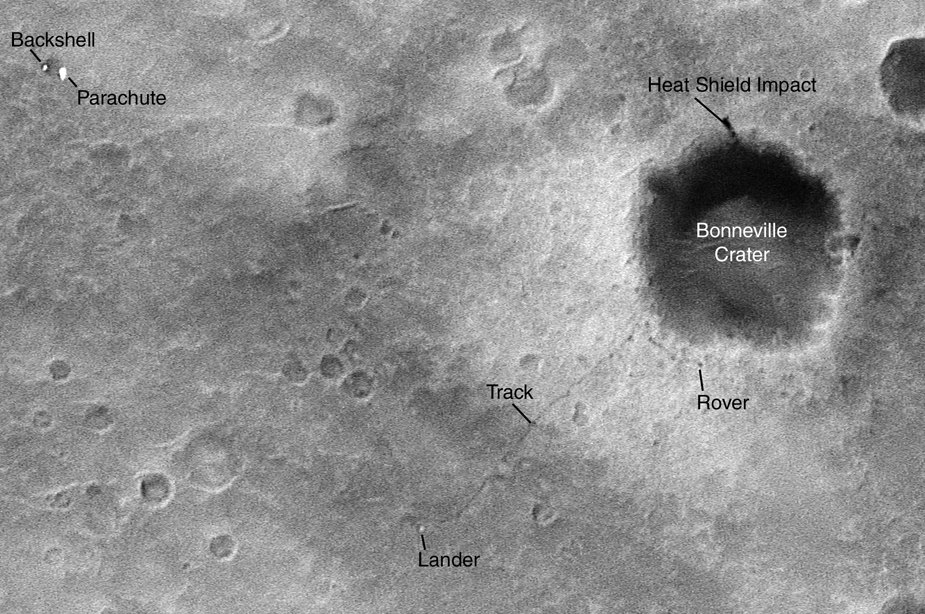
화성 탐사선 스피릿호의 착륙 지점과 MGS가 촬영한 궤도이다.

- 2004년 12월 1일: 과학과 지원 임무가 시작되다.
- 2005년 4월: MGS는 마스 오디세이 우주선 두 개와 마스 익스프레스 우주선 한 개를 포착하여 지구 이외의 행성 궤도에 있는 또 다른 우주선을 촬영한 최초의 우주선이 되었다.[2]

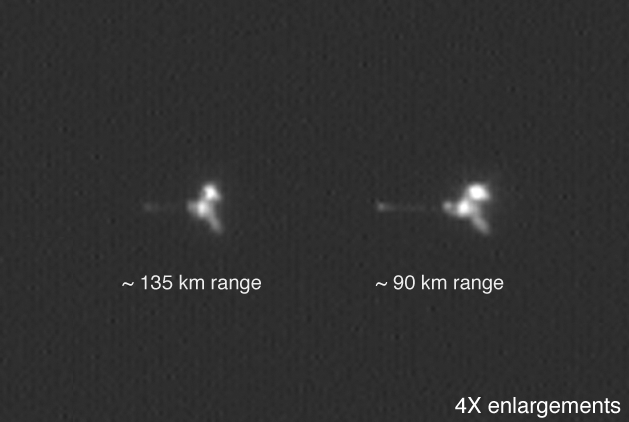
MGS에 의해 촬영된 마스 오디세이 우주선 이미지이다.

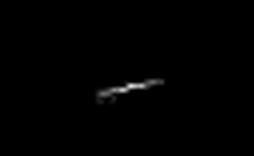
MGS가 본 마스 익스프레스 우주선 이미지이다.

- 2006년 10월 1일: 연장된 임무 단계가 2년 동안 시작되었다.[3]
- 2006년 11월 2일: 태양 전지판의 방향을 바꾸려다 오류가 발생하여 통신이 두절되었다.
- 2006년 11월 5일: 우주선이 지시를 기다리고 있음을 나타내는 약한 신호가 감지되었다. 그날 늦게 신호가 끊겼다.[4]
- 2006년 11월 21일: NASA는 우주선이 운항 경력을 마쳤을 가능성이 높다고 발표했다.
- 2006년 12월 6일: NASA는 화성에서 물이 여전히 흐른다는 것을 암시하는 새로 발견된 도랑 퇴적물의 MGS에 의해 촬영된 이미지를 공개했다.
- 2007년 4월 13일: NASA는 MGS 접속 불가(통신 두절)의 원인에 대한 예비 보고서를 발표한다.[4]

### 통신 두절
2006년 11월 2일, NASA는 태양 전지판을 조정하라는 명령을 내린 후 우주선과 연락이 두절되었다. 며칠이 지나자 우주선이 안전 모드로 진입하여 추가 지시를 기다리고 있다는 희미한 신호가 수신되었다.
2006년 11월 21일과 22일, MGS는 화성 표면에 있는 오퍼튜니티 탐사선에 통신을 중계하지 못했다. 이 합병증에 대응하여, 화성 탐사 프로그램 매니저 후쿠 리는 "현실적으로, 우리는 통신을 다시 확립하기 위한 가장 가능성 있는 가능성들을 경험했고, 우리는 MGS로부터의 놀라운 과학적 관측의 흐름이 끝났을 가능성에 직면해 있다"고 말했다.
2007년 4월 13일, NASA는 우주선 시스템 소프트웨어에 대한 매개변수 업데이트의 결함으로 인해 우주선의 손실이 발생했다고 발표했다. 그 우주선은 중복성과 오류 확인을 위해 시스템 소프트웨어의 동일한 사본 두 개를 보관하도록 설계되었다. 소프트웨어에 대한 후속 업데이트는 두 개의 독립 운영자가 서로 다른 매개 변수를 가진 별도의 복사본을 업데이트할 때 인적 오류가 발생했다. 이것은 우주선의 손실을 초래한 메모리 결함을 알게 모르게 포함하는 수정 업데이트가 뒤따랐다.
원래 이 우주선은 화성 1년(약 지구 2년) 동안 화성을 관측하기 위한 것이었다. 하지만, 반환된 방대한 양의 귀중한 과학 자료를 바탕으로, NASA는 이 임무를 세 번 연장했다. MGS는 약 450km 고도에서 안정적인 원 궤도를 유지하고 있고, 최초 발사 당시 약 2047년 이후 어느 시점에서 행성의 표면에 충돌할 것으로 예상되었으며, 그 때까지 화성 주위를 50년 동안 돌았다. 이것은 우주선에 달라붙을 수 있는 세균에 의한 화성 표면의 오염을 방지하기 위한 것이다.

## 우주선 개요
덴버의 록히드 마틴 우주공장에서 제작된 이 우주선은 직사각형 모양의 상자이며 반대쪽에서 날개와 같은 돌출부(태양판)가 펼쳐져 있다. 발사 당시 추진체를 가득 실었을 때, 이 우주선의 무게는 1,060kg이었다. 그것의 질량의 대부분은 우주선 중앙을 차지하는 상자 모양의 모듈에 있다. 이 중앙 모듈은 두 개의 작은 직사각형 모듈을 서로 쌓아 올려 만든 것으로, 그 중 하나는 장비 모듈이라고 불리며 우주선의 전자 장치, 과학 기구, 그리고 1750A 미션 컴퓨터를 보관한다. 추진 모듈이라고 불리는 다른 모듈에는 로켓 엔진과 추진제 탱크가 들어 있다. 화성 글로벌 서베이어 임무는 개발 및 건설에 약 1억 5400만 달러, 발사에는 6500만 달러가 들었다. 미션 운영 및 데이터 분석 비용은 연간 약 2천만 달러이다.

### 계측기

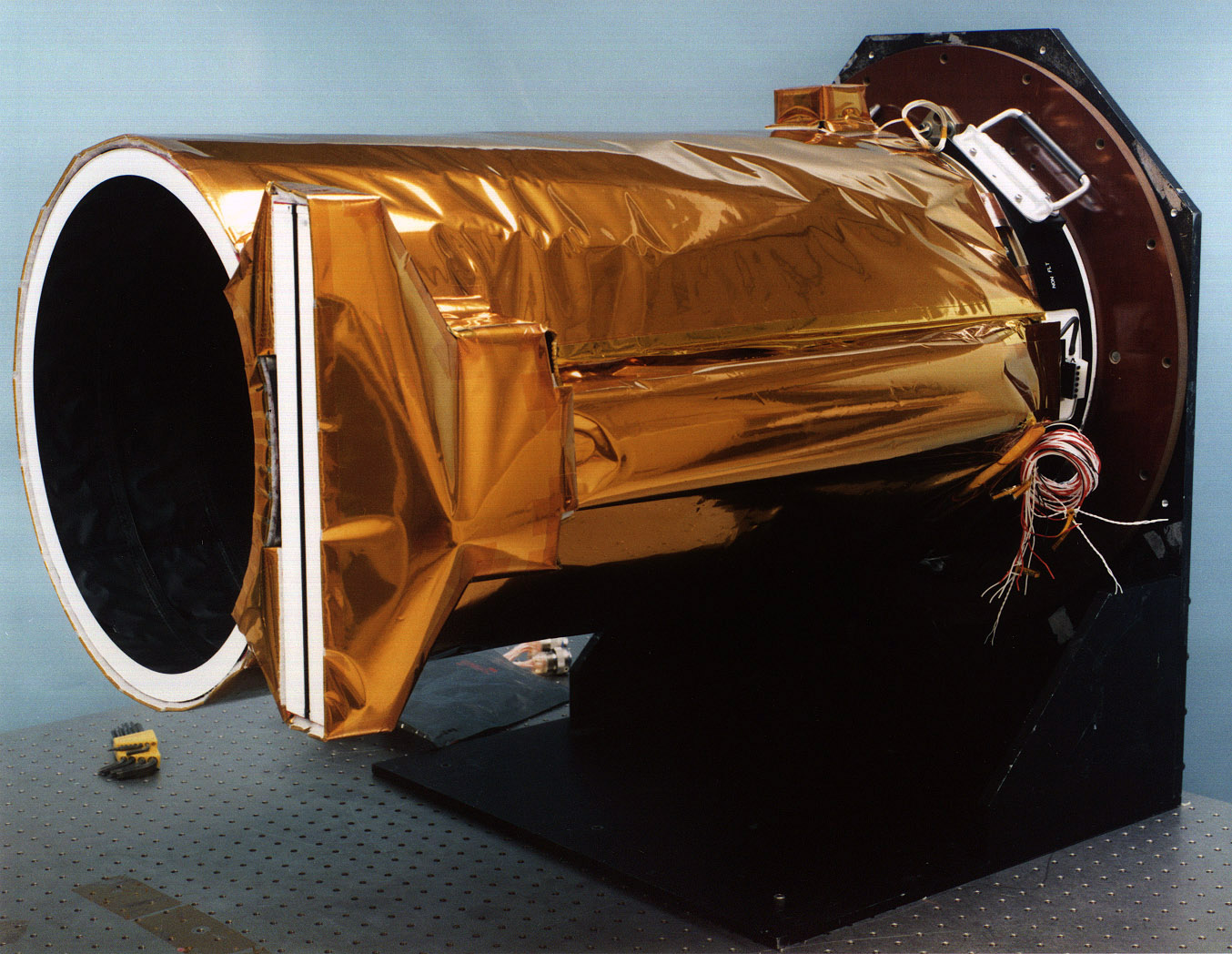
화성 궤도선 카메라

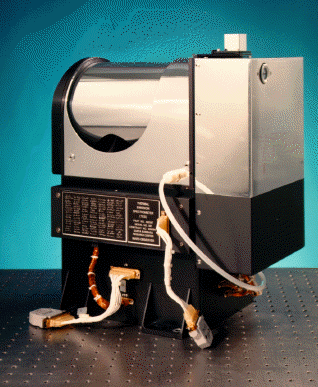
TES

다섯 개의 계측기들이 MGS를 타고 갔다.
- 말린 우주 센터가 운영하는 화성 궤도선 카메라: 원래 화성 관찰 카메라로 알려진 화성 궤도선 카메라(MOC)는 세 가지 기구를 사용했다.[9] 좁은 앵글 카메라로 고해상도 이미지(일반적으로 픽셀당 1.5~12m)와 컨텍스트용 빨간색과 파란색 광각 사진(픽셀당 240m)과 일일 글로벌 이미징(픽셀당 7.5km)을 사용했다. MOC는 1997년 9월과 2006년 11월 사이에 화성 4.8년의 부분에 걸쳐 24만 건 이상의 이미지를 촬영했다.[10]
- 화성 궤도선 레이저 고도계 (Mars Orbiter Laser Altimeter, MOLA): MOLA는 화성의 전체 지형을 결정하도록 설계되었다. 그것은 2001년 6월 레이저의 일부가 수명을 다 할 때까지 고도계로 작동했다. 그 후 기기는 2006년 10월까지 방사선 측정기로 기능했다.[11] Maria Zuber와 David Smith가 이끄는 마스 글로벌 서베이어 레이저 고도계 연구에 기초한 고해상도 화성의 지형도이다. 북쪽이 위에 있다. 주목할 만한 특징으로는 서쪽에 있는 타르시스 화산과 올림푸스산, 타르시스 동쪽의 매리너 계곡, 남반구의 헬라스 분지가 있다.

Maria Zuber와 David Smith가 이끄는 마스 글로벌 서베이어 레이저 고도계 연구에 기초한 고해상도 화성의 지형도이다. 북쪽이 위에 있다. 주목할 만한 특징으로는 서쪽에 있는 타르시스 화산과 올림푸스산, 타르시스 동쪽의 매리너 계곡, 남반구의 헬라스 분지가 있다.

- 열 방출 분광계 (The Thermal Emission Spectrometer, TES): 이 장비는 열 방출을 스캔하여 표면의 미네랄 성분을 매핑했다.[11]
- 자기계 및 전자 반사계 (MAG/ER): 이 도구는 화성의 자기장을 조사하고 화성이 전체적인 자기장을 가지고 있지 않고 오히려 더 작은 국소 자기장을 가지고 있다는 것을 결정하기 위해 사용되었다.
- 안정 발진기 (USO/RS): 이 장치의 정확한 시계 측정은 중력장의 변화를 지도화하는데 사용되었다.[11]
- 화성 릴레이 (MR): 화성 중계 안테나는 화성 궤도선 카메라의 12MB 메모리 버퍼와 함께 화성 탐사 로봇들을 지원했다.

## 에어로브레이킹의 첫 번째 완전 시험
그 우주선은 더 작은 델타 II 로켓에서 발사되었고, 우주선 무게에 제한을 필요로 했다. 추진체를 보존하면서 임무에 필요한 거의 원형 궤도를 달성하기 위해, 팀은 일련의 에어로브레이킹 기동을 설계했다. 에어로브레이킹은 금성의 마젤란 임무에 의해 성공적으로 시도되었지만, 새로운 절차의 첫 번째 완전한 시험은 MGS에 의해 수행될 예정이었다.
처음에, MGS는 진입하는데 45시간이 걸리는 타원 궤도에 진입했다. 궤도는 북반구 상공 262 km, 남반구 상공 54,026 km의 근점을 가지고 있어 거의 원형 궤도에서 멀리 떨어져 있었다.
궤도 진입 후, MGS는 궤도 근점을 약 110km 고도에서 화성 대기 상층 경계로 낮추기 위해 일련의 궤도 변경을 수행했다. 대기권을 통과할 때마다 우주선은 대기권 저항 때문에 속도를 줄였다. 이 느린 속도는 우주선이 궤도의 정점을 통과하는 다음 통과 때 고도를 잃게 했다. MGS는 궤도의 고점을 54,000km에서 450km 부근 고도로 낮추기 위해 4개월에 걸쳐 이 에어로브레이킹 기술을 사용할 계획이었다.
임무를 시작한 지 약 한 달 후에, 행성의 대기압이 우주선의 두 개의 태양 전지판 중 하나를 뒤로 구부리게 만든다는 것이 발견되었다. 문제의 패널은 발사 직후 소량의 손상을 입혔으며, 그 정도는 대기력의 영향을 받기 전까지는 분명해지지 않았다. 태양 전지판에 더 이상의 손상을 막기 위해 대기권 밖으로 인공위성 탐사를 올려야 했고 새로운 임무 계획을 세워야 했다.
1998년 5월부터 11월까지 에어로브레이킹은 일시적으로 중단되어 궤도가 태양에 대한 적절한 위치로 표류하고 태양 전지판의 최적 사용을 가능하게 했다. 에어로브레이킹 중 데이터 수집은 원래 임무 계획에 없었지만, 모든 과학 기구는 기능성을 유지했고 '예상치 못한 관측 보너스 기간' 동안 방대한 양의 데이터를 얻었다. 연구팀은 0200과 1400의 예상 고정 시간보다 다양한 시간에 걸쳐 대기에 대한 더 많은 정보를 평가할 수 있었고, 포보스와 세 번의 가까운 만남 동안 데이터를 수집할 수 있었다.
마침내, 1998년 11월부터 1999년 3월까지, 에어로브레이킹이 재개되었고 궤도의 고점을 450km까지 줄였다. 이 고도에서, MGS는 화성 주위를 2시간마다 한 바퀴 돌았다. 에어로브레이킹은 궤도가 태양에 대한 적절한 위치로 표류하는 것과 동시에 종료될 예정이었다. 지도 제작 작업을 위해 원하는 방향에서, 우주선은 항상 14:00 (화성 시간)에 남쪽에서 북쪽으로 이동하면서 낮 적도를 건넜다. 이 기하학은 과학 수익의 총 품질을 향상시키기 위해 선택되었다.

## 미션 결과

### 지도 제작
이 우주선은 평균 고도 378km에서 117.65분에 한 번씩 화성 주위를 돌았다. 극에 가까운 궤도(반사 = 93°) 그것은 거의 완벽하게 원형이고, 남극에서 북극으로 한 시간 안에 이동한다. 고도는 궤도를 태양 동기식으로 만들기 위해 선택되었고, 그래서 다른 날짜에 동일한 표면 형상의 우주선에 의해 촬영된 모든 이미지는 동일한 조명 조건에서 촬영되었다. 각각의 궤도 후에, 그 우주선은 화성이 그 아래에서 회전했기 때문에 서쪽으로 28.62°돌아간 행성을 보았다. 사실상, MGS는 태양과 정확히 같은 속도로 한 시간대에서 다음 시간대로 이동하기 때문에 항상 14:00이었다. 7화성일과 88개의 궤도를 돈 후에, 그 우주선은 동쪽으로 59km의 간격을 두고 대략 이전의 경로를 되돌아갈 것이다. 이를 통해 표면 전체를 최종적으로 완전히 덮을 수 있었다.
확장된 임무에서, MGS는 바로 밑에 있는 행성을 연구하는 것 이상의 일을 했다. 일반적으로 롤과 피치를 수행하여 천저에서 벗어난 영상을 얻는다. ROTOs(Roll Only Targeting Opportunities)라고 불리는 롤 기동은 우주선을 지상 트랙에서 왼쪽 또는 오른쪽으로 굴려 천저로부터 30°까지 영상을 촬영했다. 우주선과 행성 사이의 상대적인 움직임을 보상하기 위해 피치 조작이 추가되는 것이 가능했다. 이를 CPROTO(Compensation Pitch Roll Targeting Opportunity)라고 불렀으며, 탑재 MOC(화성 궤도 카메라)에 의한 고해상도 영상 촬영이 가능했다.

이것 외에도, MGS는 다른 우주선이나 화성의 달과 같은 궤도를 도는 다른 물체들의 사진을 찍을 수 있었다. 1998년에 MOC 이미지 55103에서 발견된 포보스 모노리스라고 불리는 것을 촬영했다.

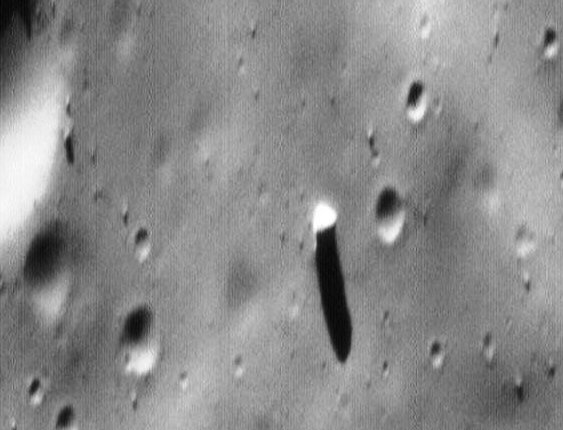
1998년 MGS(MOC 이미지 55103)에 의해 촬영된 포보스 모노리스(중앙 오른쪽)의 모습이다.

우주선이 촬영한 화성 표면의 고해상도 사진 수백 장을 분석한 후, 한 연구팀은 이 행성의 풍화와 바람이 지형을 형성한다는 것을 발견했는데, 특히 지구의 일부 사막과 매우 유사한 모래언덕을 형성한다는 것을 발견했다.
이 임무의 다른 발견들은 아래와 같다.
- 화성에 10km 이상의 깊이에 층상 지각이 있는 것으로 밝혀졌다. 층을 만들기 위해, 많은 양의 물질을 풍화시키고 운반하고 침전시켜야 했다.

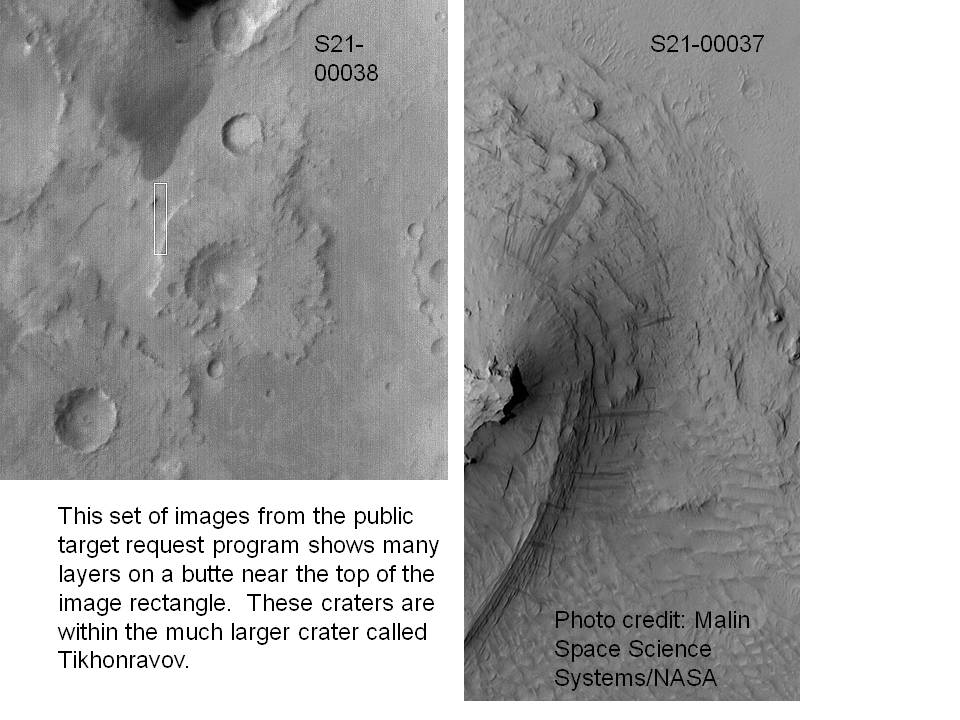
MGS에서 촬영한 아라비아의 오래된 분화구의 층이다. 층은 화산, 바람, 또는 물밑의 퇴적물에 의해 형성될 수 있다. 왼쪽에 있는 분화구는 받침대 분화구이다.
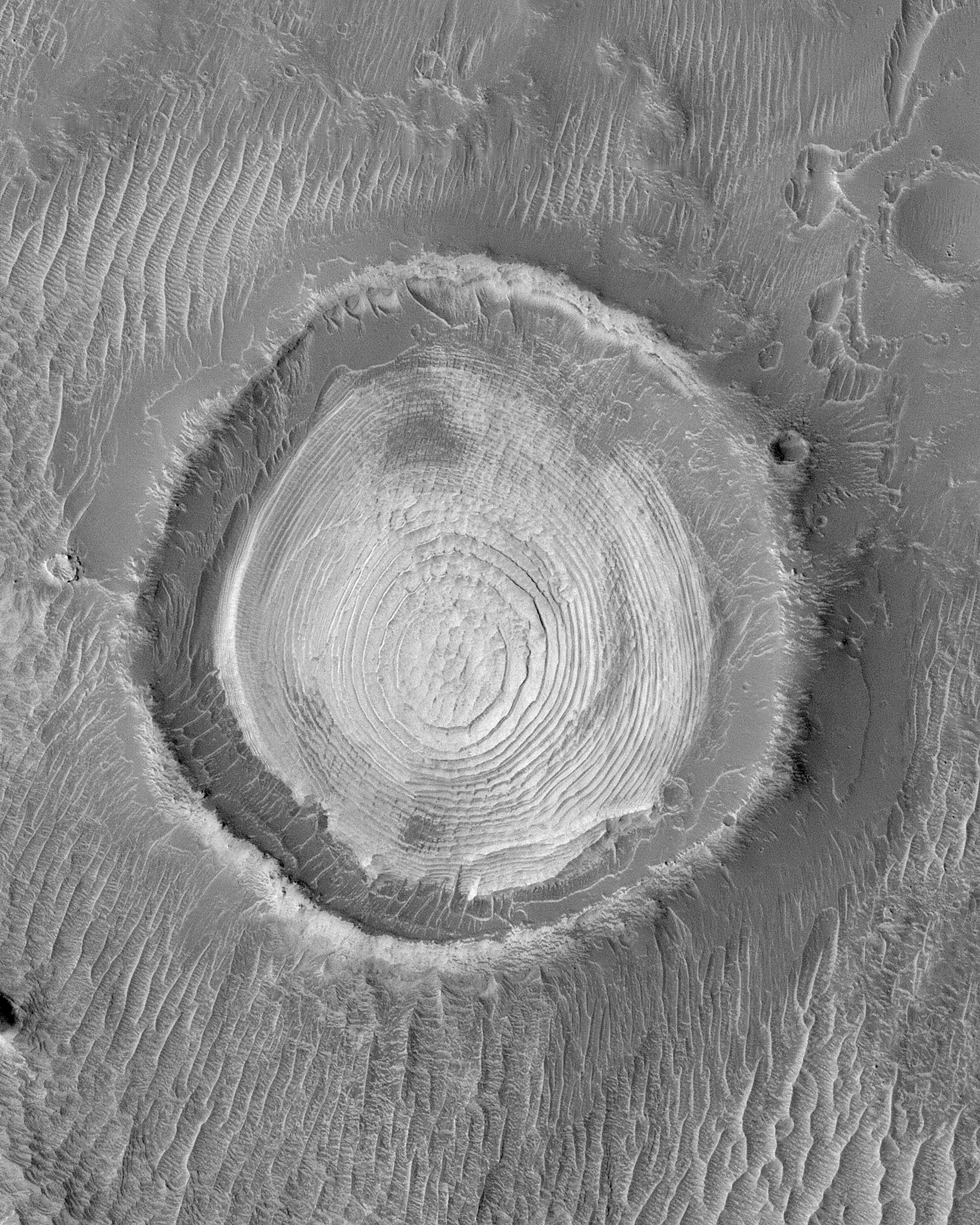
MGS에서 촬영한 스키아파렐리 분화구 분지 내에서 발견된 분화구의 층이다.
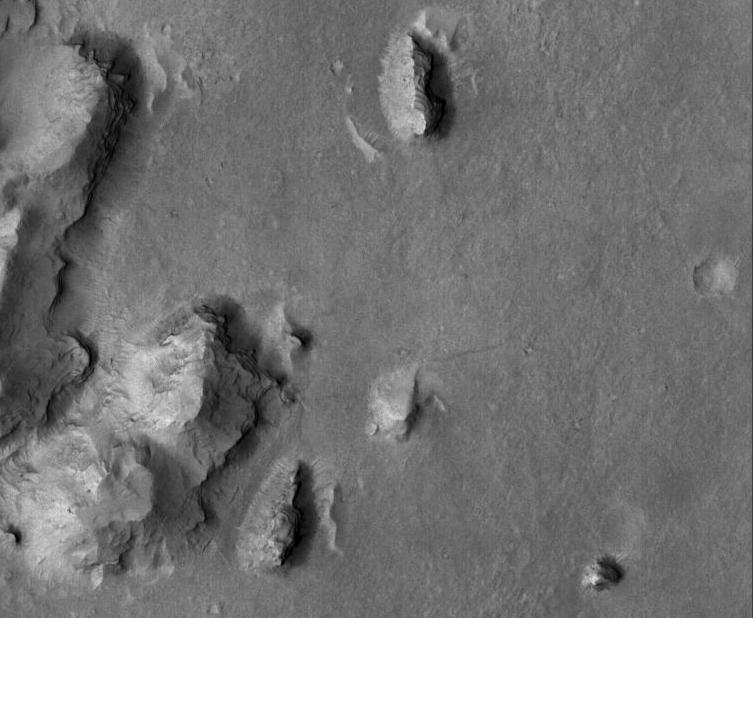
MGS에서 촬영한 굵은 부분과 층이다.

- 북반구는 아마도 남반구만큼 분화구가 있겠지만, 분화구는 대부분 매몰되어 있다.
- 충돌 크레이터와 같은 많은 특징들이 묻혔다가 최근에 발굴되었다.

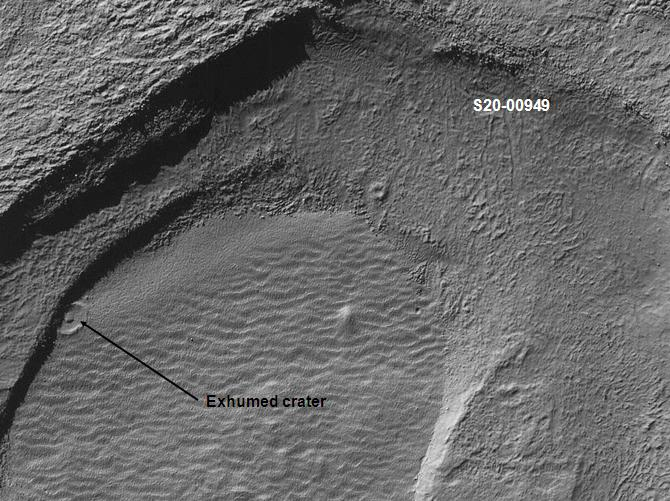
다른 시대에 묻혀 있다가 현재 MGS에서 볼 수 있듯이 침식에 의해 노출되고 있는 분화구이다.
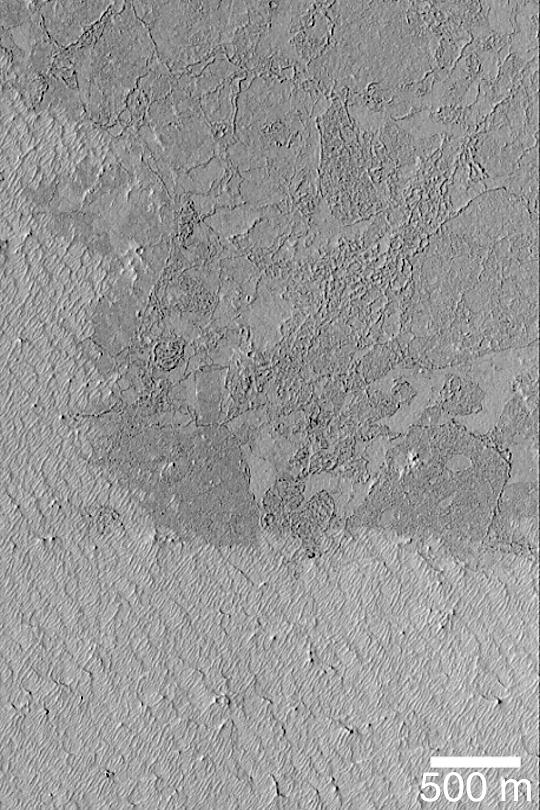
용암의 흐름은 한때 덮여있었지만, 지금은 이 진부한 흐름들이 드러나고 있다.
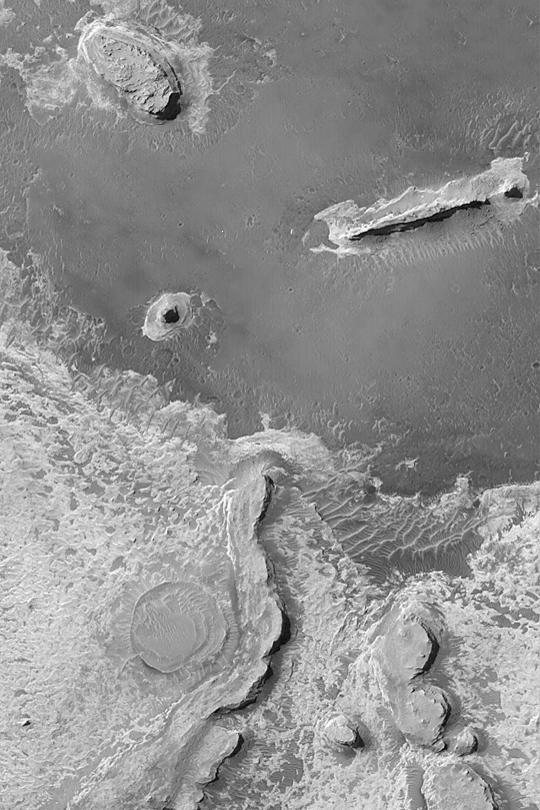
분화구는 매몰되었지만 지금은 침식에 의해 발굴되고 있다.
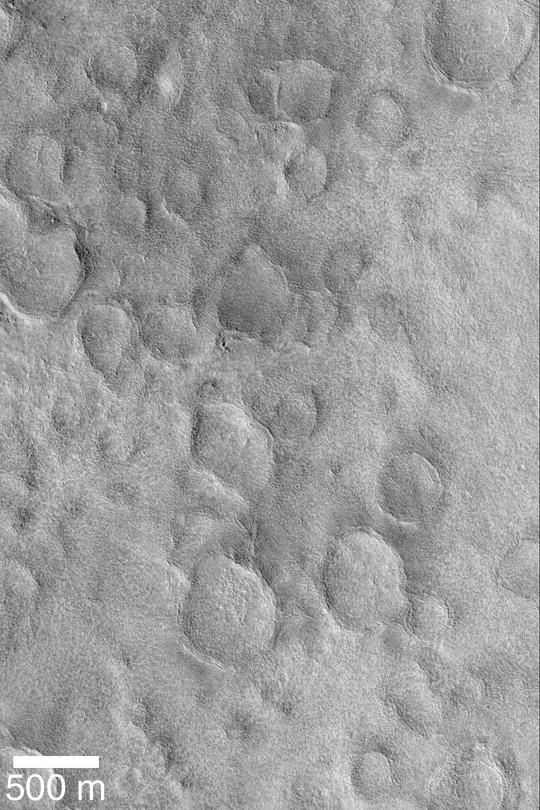
북반구는 부드러워 보이지만 크레이터는 덮여 있다. 위 사진을 보면 크레이터 그룹이 부분적으로 노출되어 있다.

- 화성의 넓은 지역은 맨틀로 덮여있고 맨틀은 가장 가파른 경사면을 거의 덮는다. 맨틀은 때로는 매끄럽고 때로는 움푹 패여 있다. 어떤 사람들은 이 구덩이가 매몰된 얼음의 승화(얼음이 직접 증기로 변화)를 통해 물이 빠져나가기 때문이라고 믿는다.

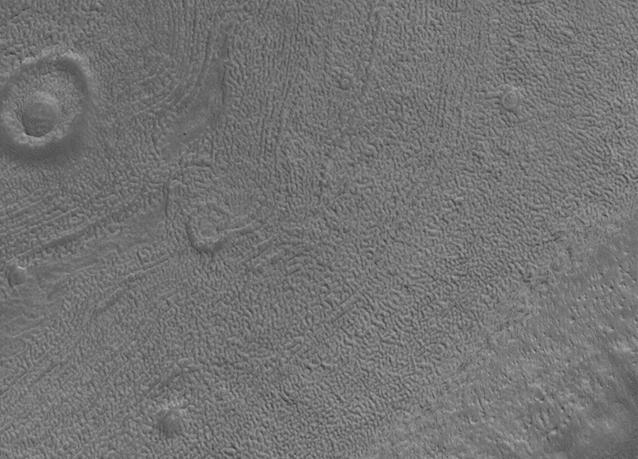
MGS에 의해 촬영된 Phaethontis 표면의 클로즈업 이미지이다. 구덩이는 묻힌 얼음이 기체로 변하기 때문에 생긴 것으로 생각된다.
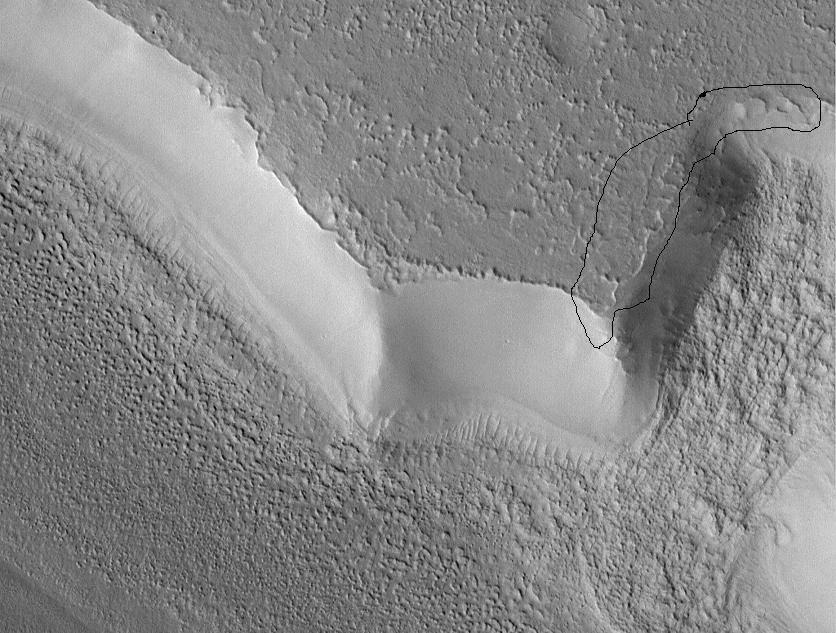
맨틀이 그 지역의 대부분을 덮고 있다. 절벽 표면에는 바위가 없다. 맨틀의 가장자리를 보여주는 부분은 동그라미가 쳐져 있다.
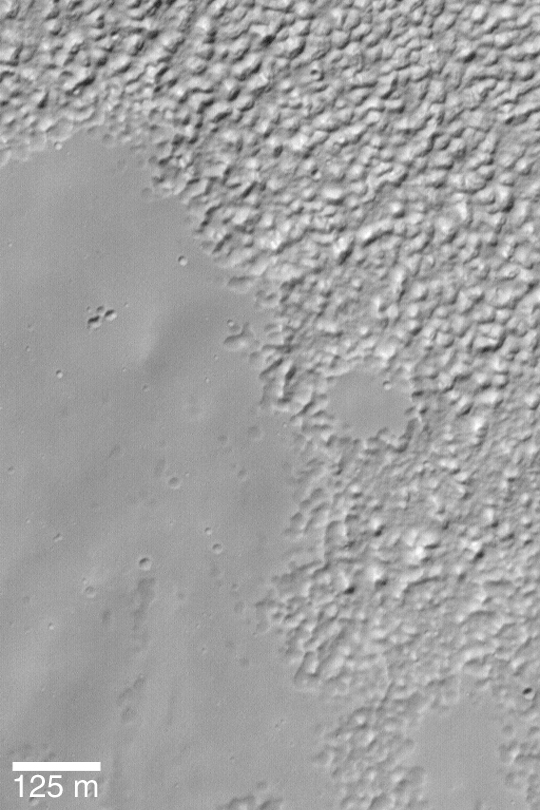
MGS가 촬영한 맨틀 물질이다.
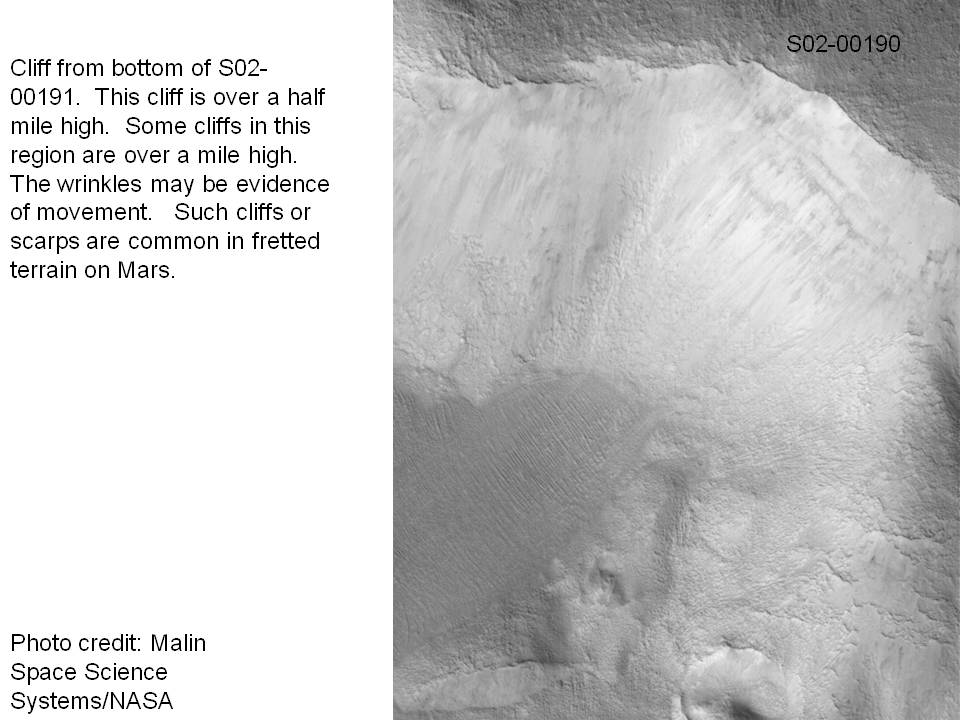
맨틀 성분이 포함되어 있는 가파른 절벽이다.

- 일부 영역은 적철석이 풍부한 물질로 덮여 있다. 그 적철석은 과거에 액체 상태의 물에 의해 제 자리에 놓였을 수도 있다.[18]
- 검은 줄무늬는 거대한 회오리바람에 의해 유발된 것으로 밝혀졌다. 회오리바람의 트랙은 자주 바뀌는 것이 관찰되었다. 어떤 것은 한 달 만에 바뀌었다.[19]

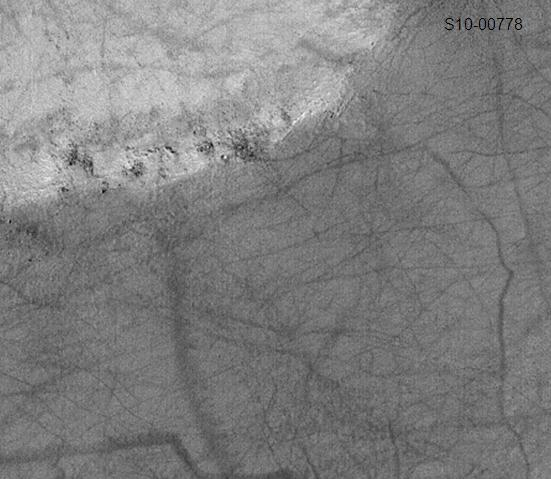
MGS가 촬영한 거대한 회오리바람에 의해 만들어진 크고 작은 트랙의 패턴이다.
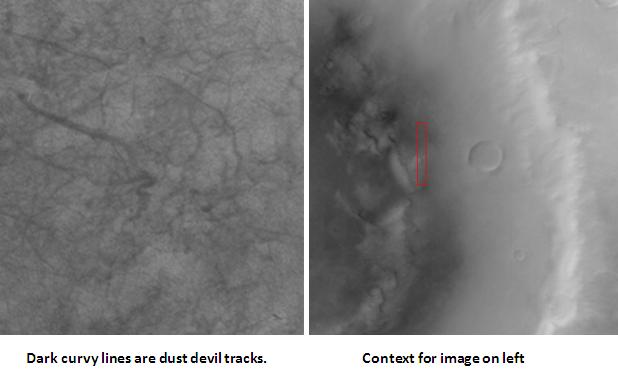
MGS가 촬영한 회오리바람 흔적을 보여주는 케플러이다.
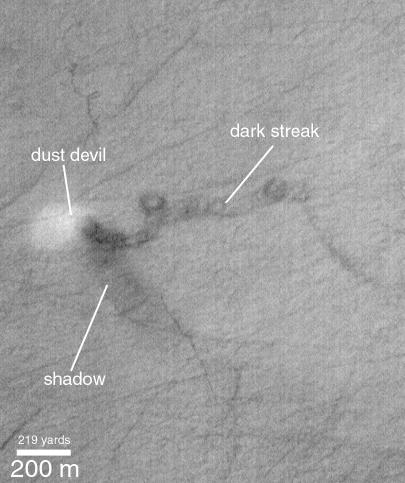
MGS가 촬영한 회오리바람이다.
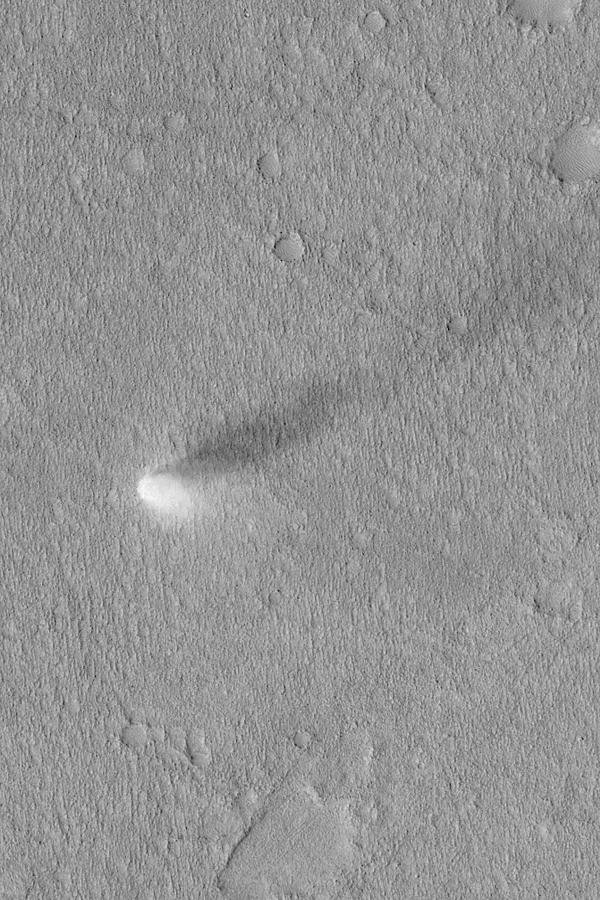
오른쪽에 그림자를 보이는 회오리바람이 활동하고 있다.

- 남극의 잔존 뚜껑은 일반적으로 몇 미터 깊이의 구멍이 있는 스위스 치즈처럼 보이는 것이 관찰되었다. 그 구멍들은 매년 더 커지기 때문에, 이 지역이나 반구는 따뜻해지고 있을지도 모른다.[20] 그러나 이것이 세계적인 추세를 나타낸다는 주장은 지구 데이터 세트 대 체리 피킹 지역 데이터 및 TES 및 전파 과학에 대한 MOC 결과이다.

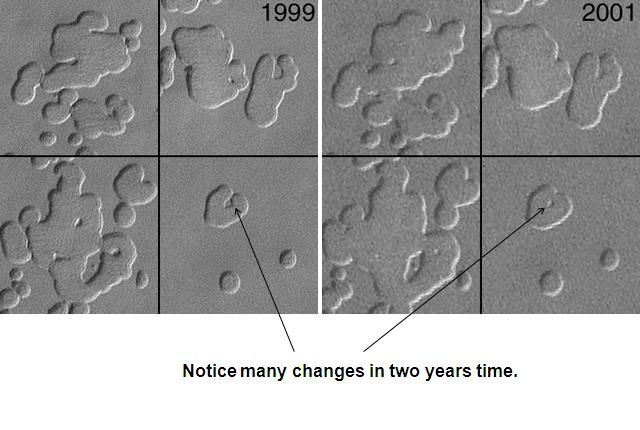
MGS가 촬영한 1999년부터 2001년까지 남극의 변화이다. 스위스-치즈 타입의 구멍들이 지난 2년 동안 어떻게 성장해 왔는지를 알 수 있다.
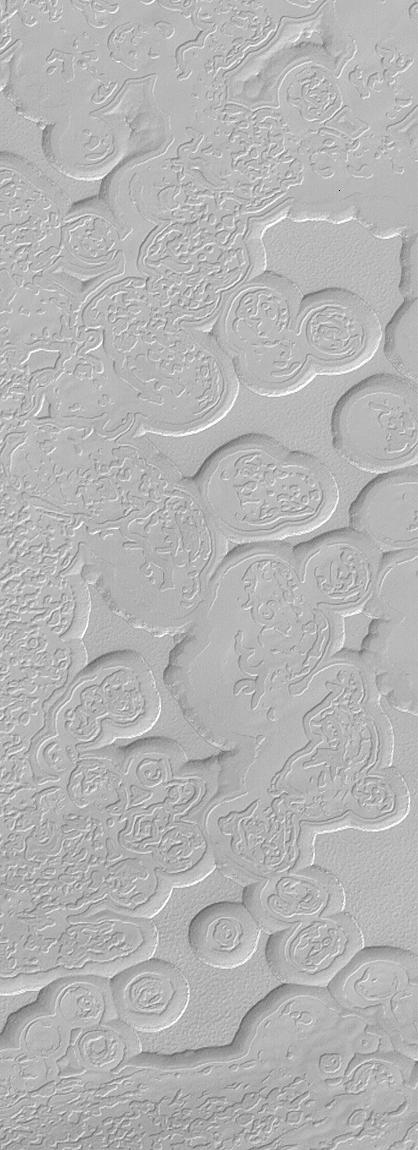
MGS에서 촬영한 스위스 치즈 지형이다. 이미지에서 가장 큰 메사의 높이는 4미터이다.
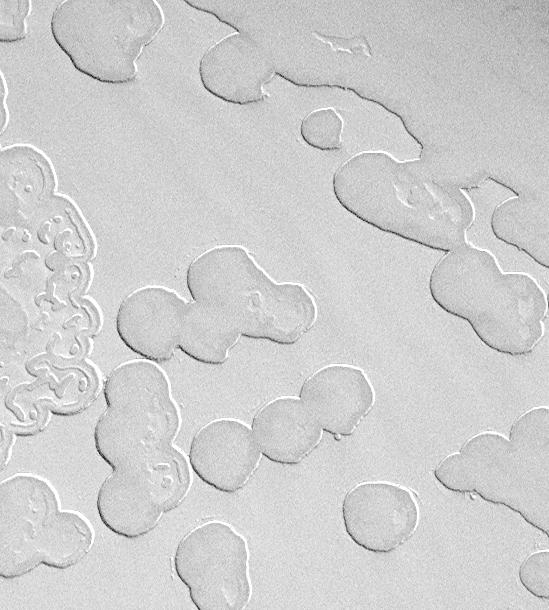
스위스 치즈 지형이 층으로 쌓여 있다. 밝은 윗층과 어두운 아랫층이 있다.
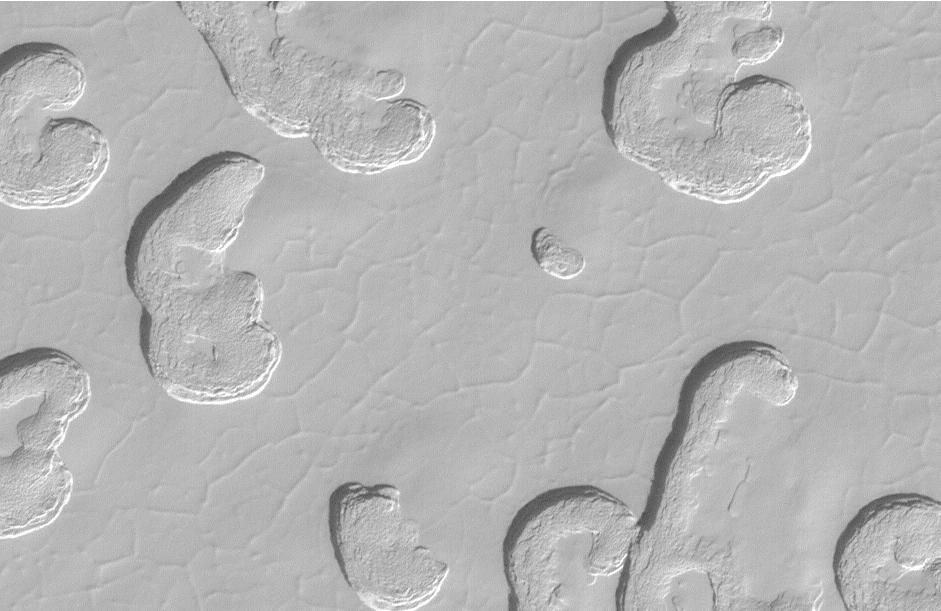
가까이에서 본 스위스 치즈 지형이다. 다각형 패턴은 아마도 얕은 골짜기에 의해 형성되었을 것이다.

- 열 방출 분광계는 대기 연구와 광물학을 위해 적외선으로 관측한다.[21][22][23] TES는 바이킹 이후 화성의 행성 기후가 식었고, 화성의 거의 모든 표면은 화산암으로 덮여 있다는 것을 발견했다.[24]

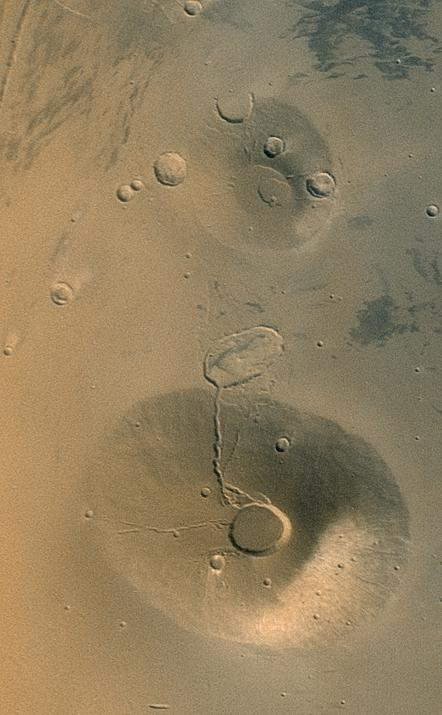
화성에서 발견된 많은 화산들 중 하나인 세라우니우스 톨루스이다.
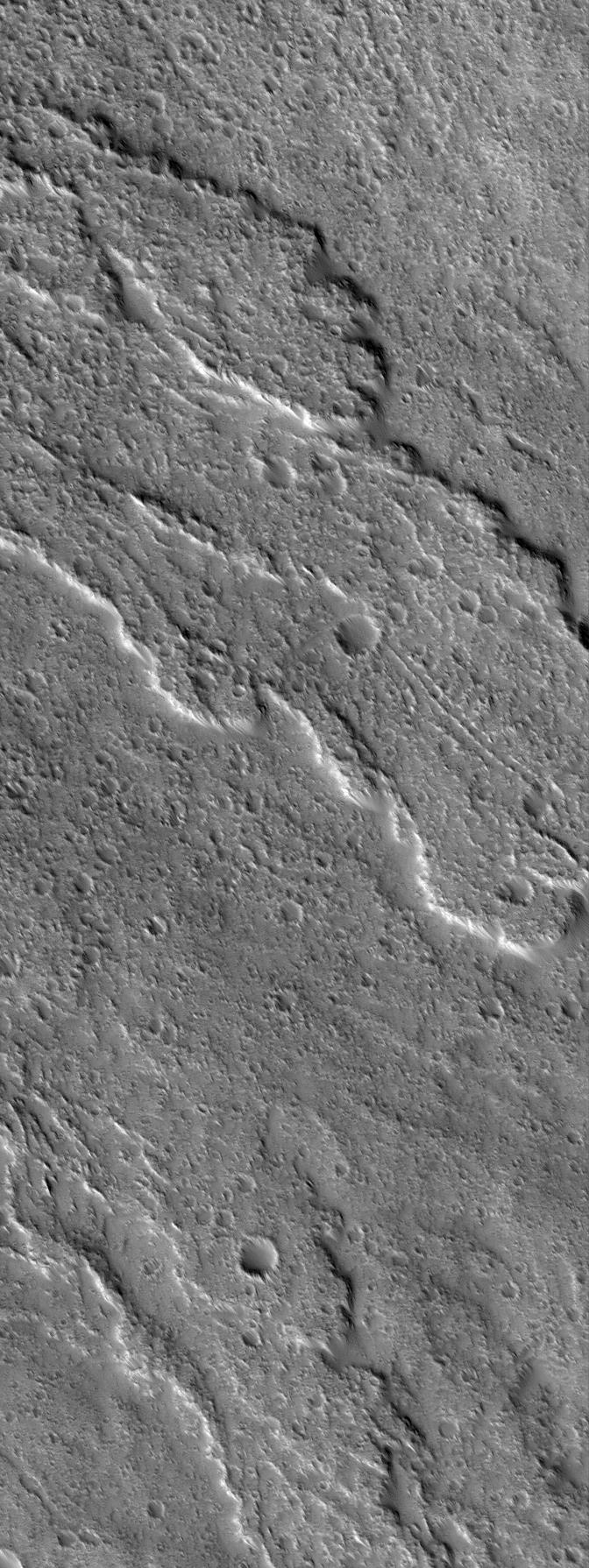
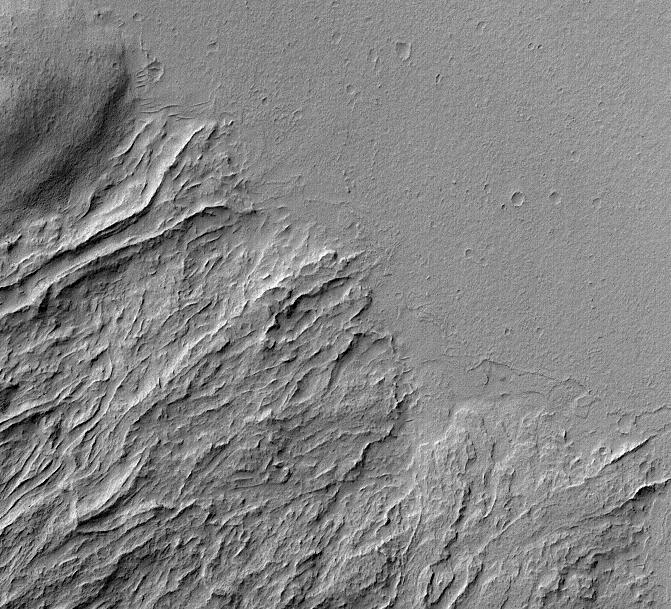
올림푸스산의 기지에서 흘러내린 젊은 용암과 오래된 용암을 모두 보여주는 이미지이다. 평지 쪽이 젊은 흐름이다. 제방의 존재는 많은 용암류에서 꽤 흔하다.
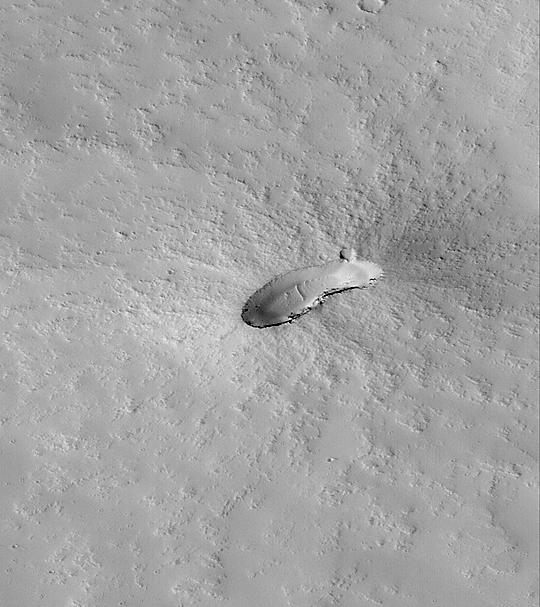

- 어떤 지역에서는 집 크기의 바위 수백 개가 발견되었다. 이는 일부 물질이 아래로 경사져도 함께 지탱할 수 있을 만큼 강하다는 것을 나타낸다. 대부분의 바위들은 화산 지역에서 나타났기 때문에 풍화된 용암 흐름으로 형성되었을 것이다.[25]

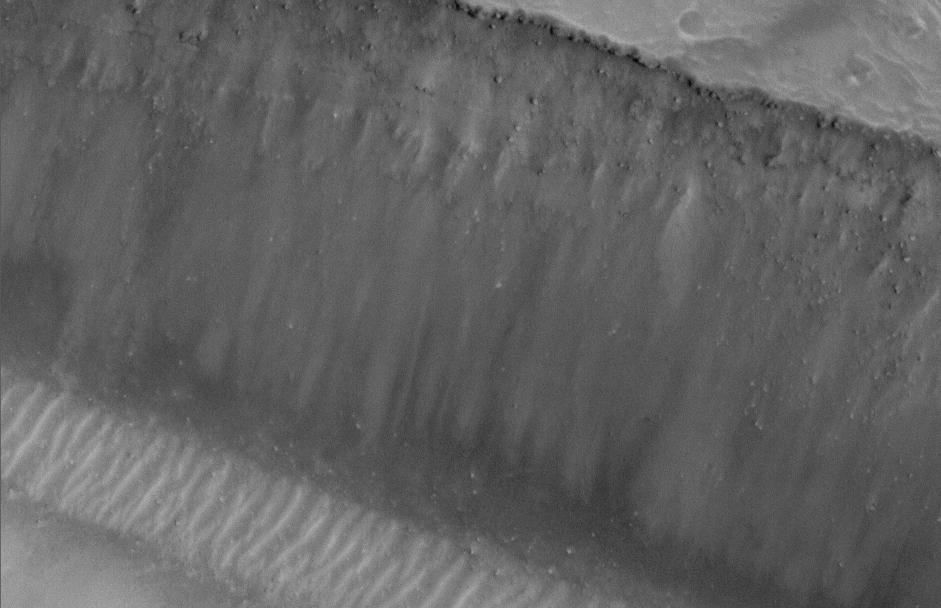
집 크기만한 바위들이 이 이미지 곳곳에 흩어져 있다.
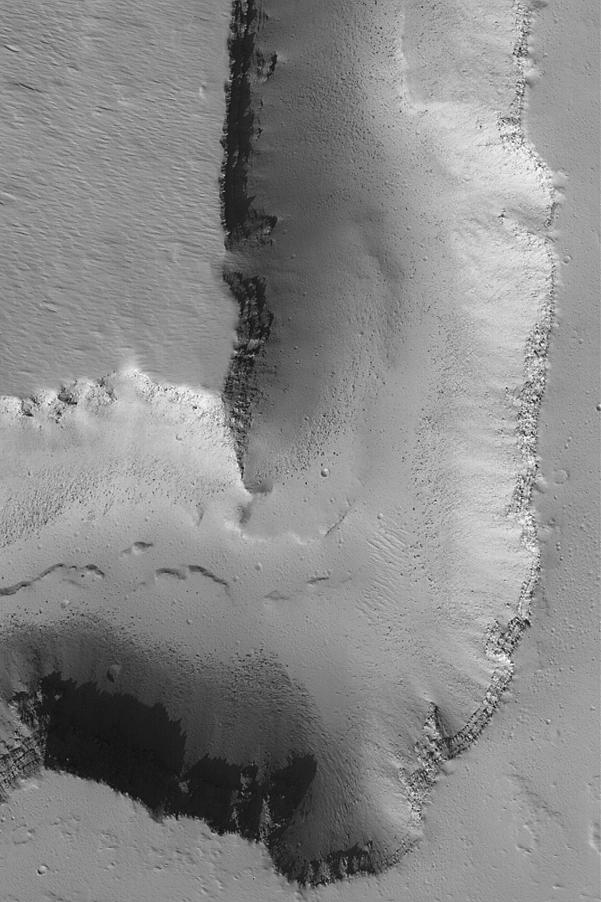
화성의 화산은 아마도 현재의 화성 환경에서 침식에 저항하는 현무암으로 이루어진 단단한 바위를 형성할 것이다.

- 수천 개의 어두운 경사면이 관찰되었다. 대부분의 과학자들은 그것들이 먼지의 발생에서 비롯된다고 믿는다.[25] 하지만, 일부 연구원들은 물이 관련되어 있을지도 모른다고 생각한다.[26]

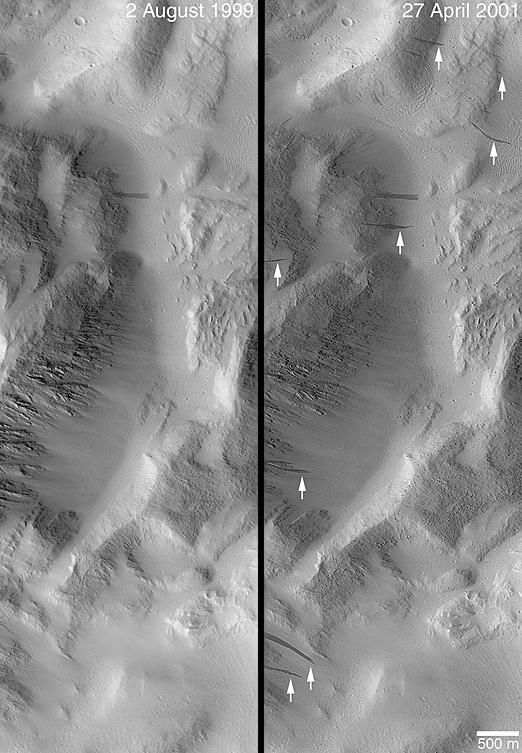
많은 줄무늬들이 MGS가 기능했던 여러 해 동안 변화를 겪었다.
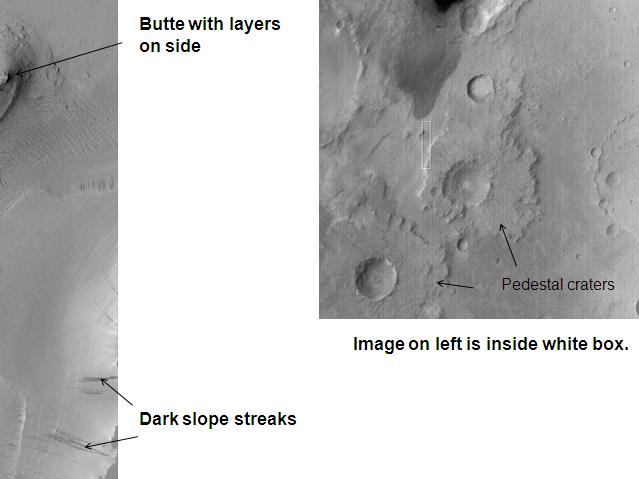
MGS가 본 Tikonravev 운석 바닥이다.
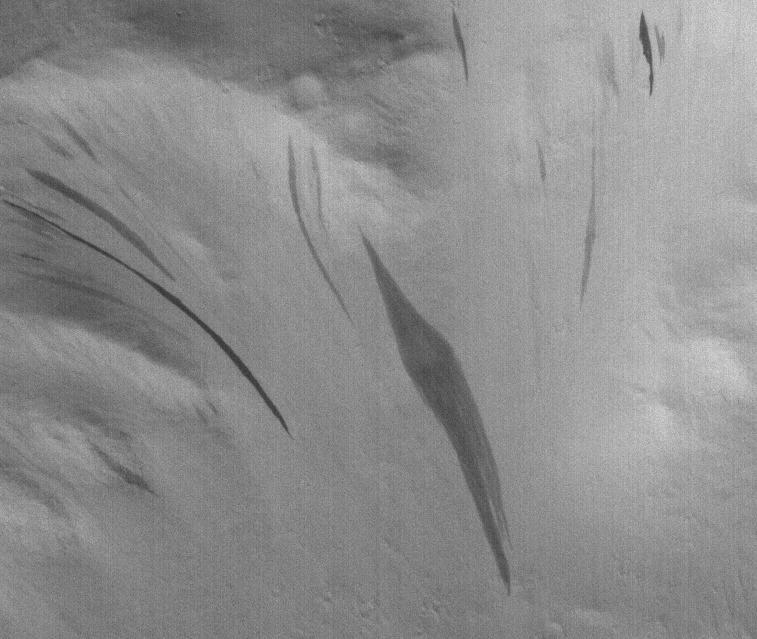
MGS가 본 Diacria quadrangle의 어두운 줄무늬이다.

### 렌즈-티링 테스트
MGS의 데이터는 일반 상대론적 렌즈-티링 테스트에 사용되었다. 행성처럼 회전하는 질량을 중심으로 움직이는 시험입자의 궤도면의 작은 세차운동으로 구성된 제3세차운동이다. 이 결과에 대한 해석은 논쟁의 대상이 되어 왔다.

### 화성에 물이 있다는 추가 증거
수백 개의 도랑들이 액체 상태의 물에서 형성된 것으로, 최근에 발견되었다.

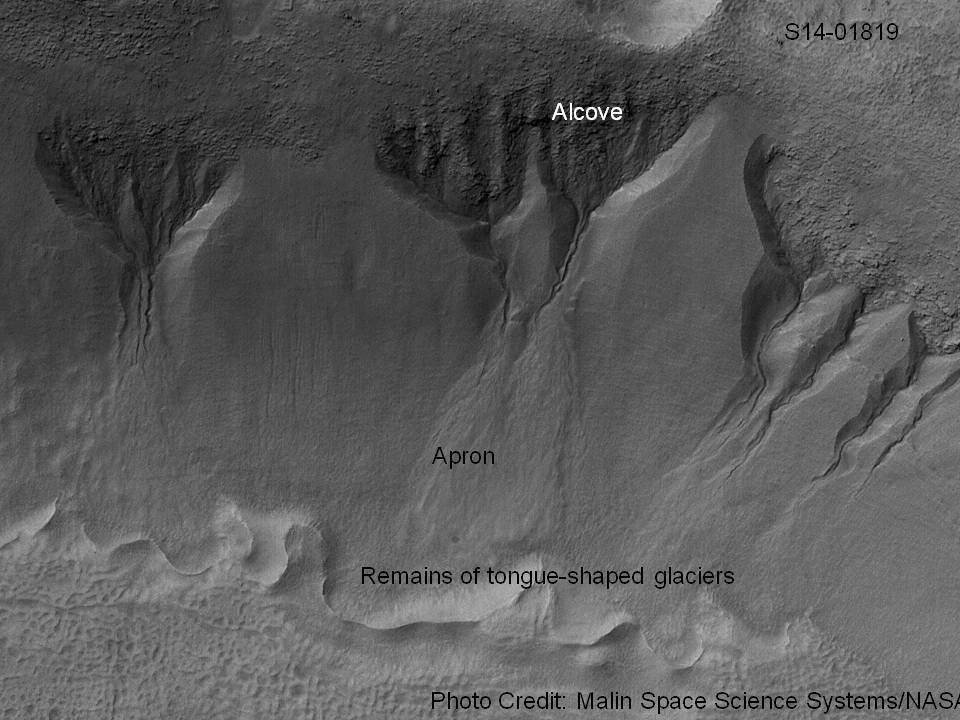
분화구 뉴턴의 서쪽에 있는 분화구 북벽에 있는 도랑이다(남위 41.3047도, 동경 192.89). MGS가 촬영하였다.
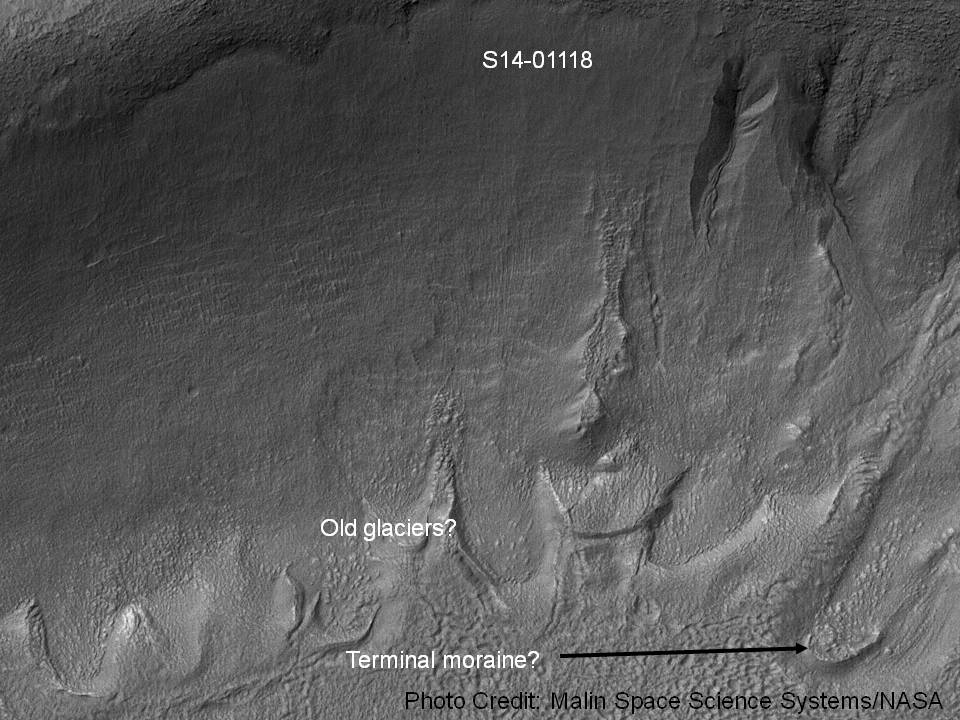
도랑에서 오래된 빙하의 잔해일 수 있는 특징들이 존재한다. 오른쪽에 있는 하나는 혀 모양을 하고 있다.
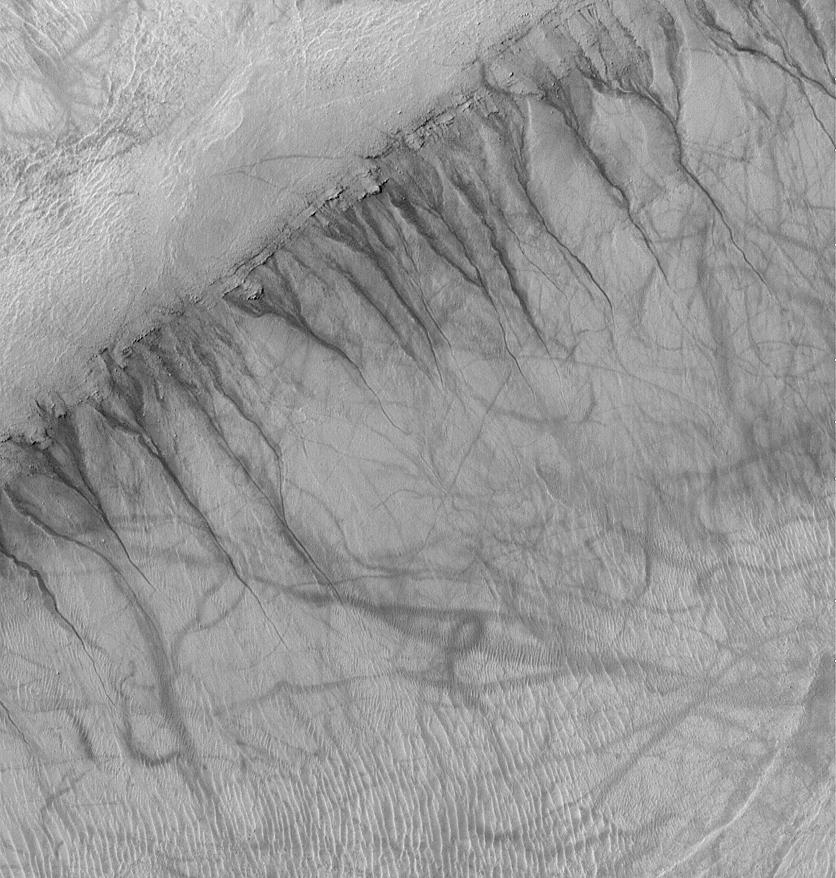
카이저 분화구 한쪽 벽의 도랑이다. 도랑은 보통 분화구의 한쪽 벽에서만 발견된다.
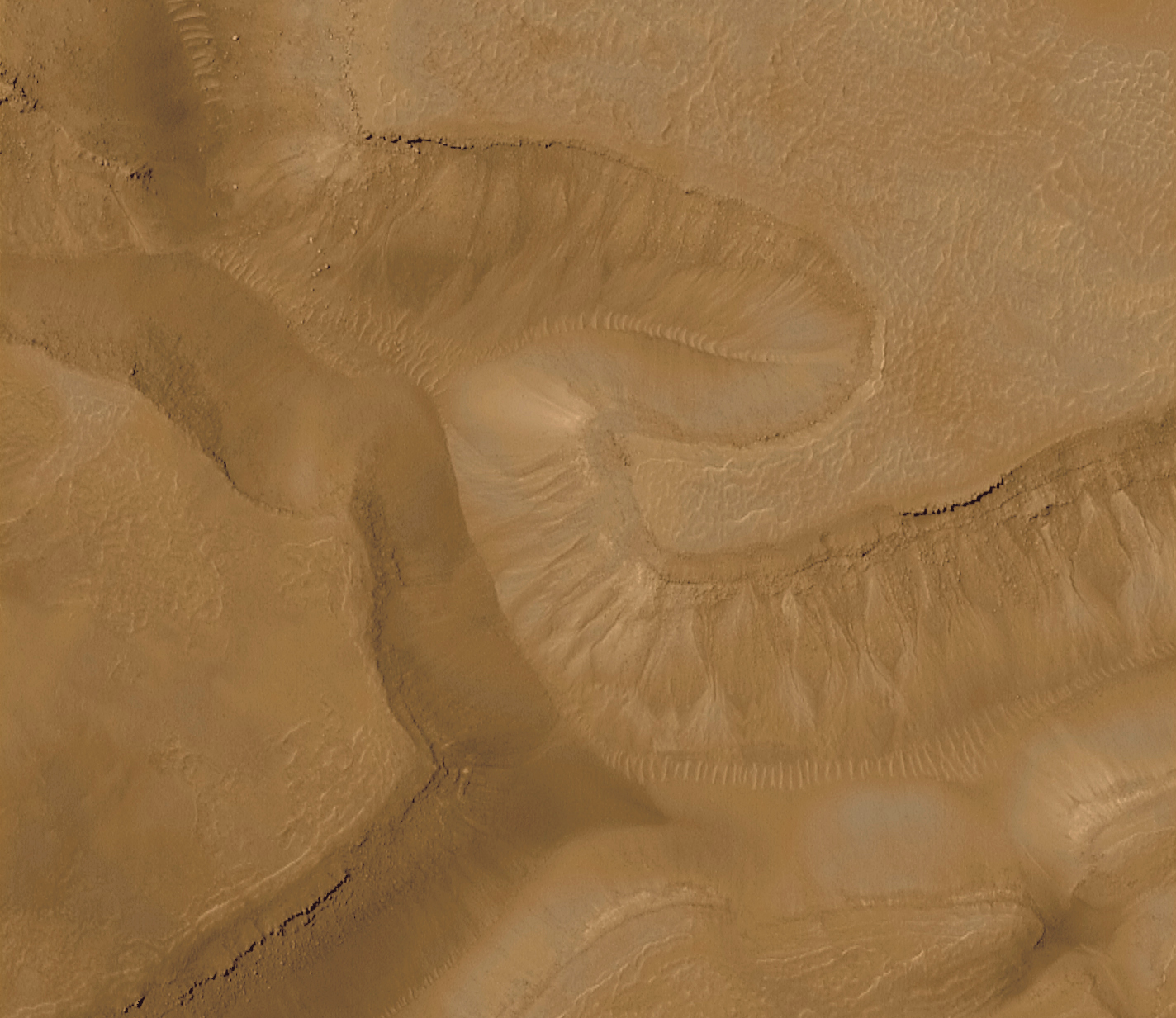
Gorgonum Chaos의 벽에 있는 도랑이다.

화성의 몇몇 수로는 지속적인 유체 흐름을 암시하는 내부 수로를 드러냈다. 가장 잘 알려진 것은 나네디 계곡에 있는 것이다. 또 다른 하나는 니르갈 계곡에서 발견되었다.

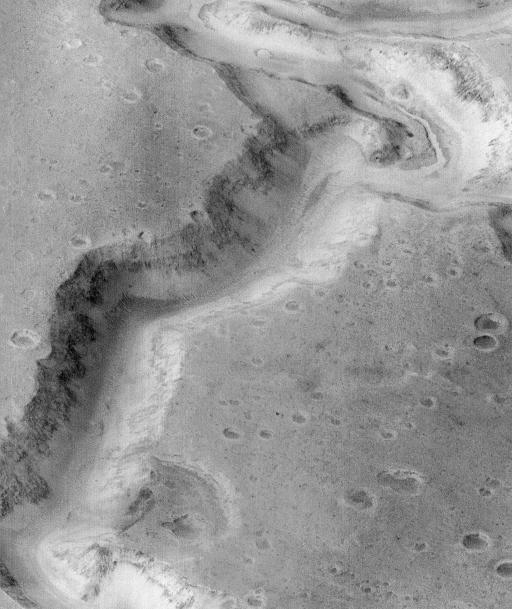
나네디 계곡 바닥에 있는 내부 수로는 물이 꽤 오랫동안 흘렀음을 암시한다.

2006년 12월 6일, NASA는 테라 사이렌룸과 센타우루스 몬테스의 두 분화구 사진을 공개했는데, 이 사진들은 1999년에서 2001년 사이 어느 시점에 화성에 물이 흐르고 있음을 보여준다. 이 사진들은 MGS에 의해 제작되었고, 이 우주선이 화성에 대한 우리의 지식과 화성에 물이 존재하는지 여부에 대한 질문에 대한 최종적인 기여를 했을 가능성이 크다.

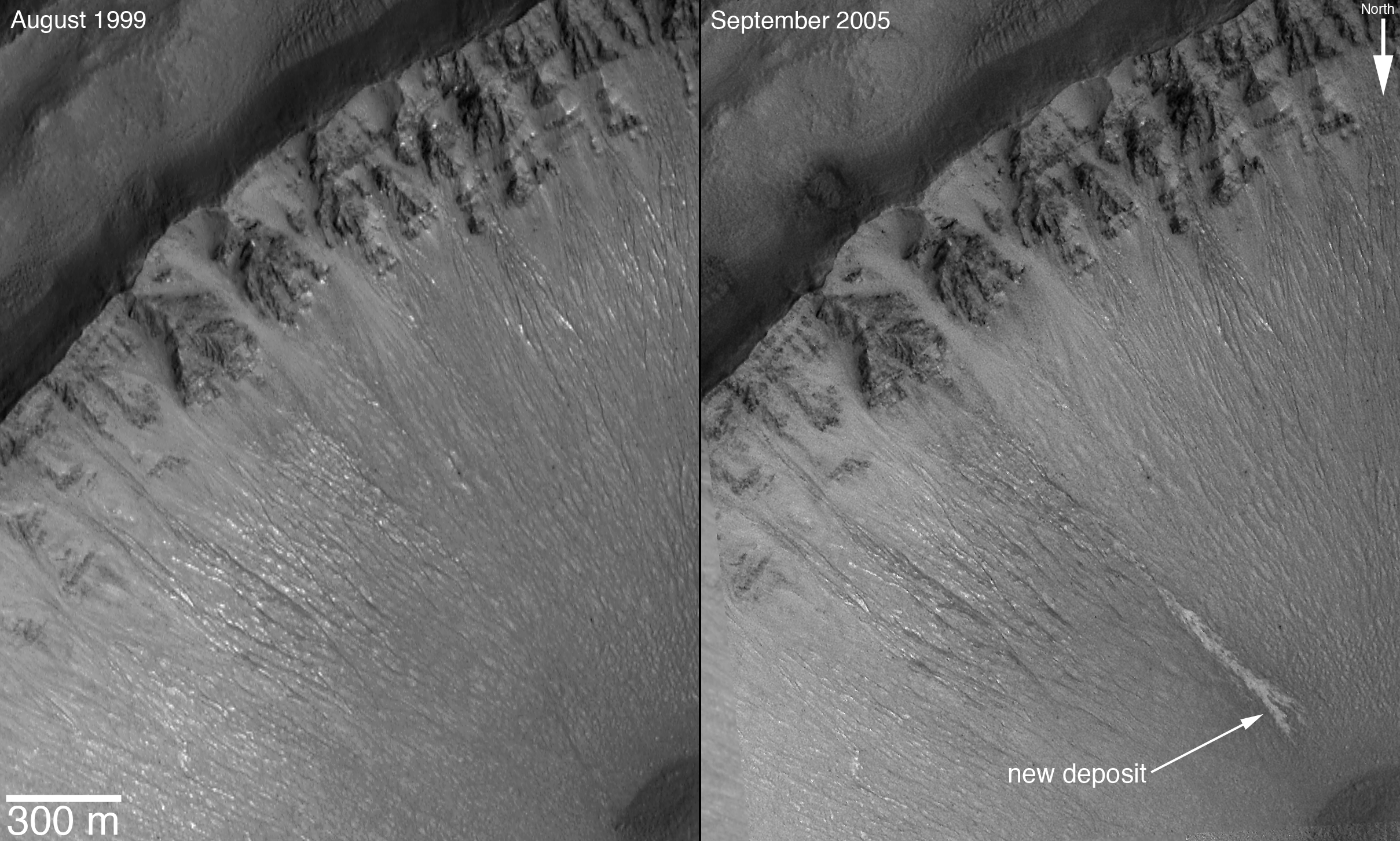
최근에 물이 흘렀다는 가능성을 주는 증거이다.

## 다른 사진들

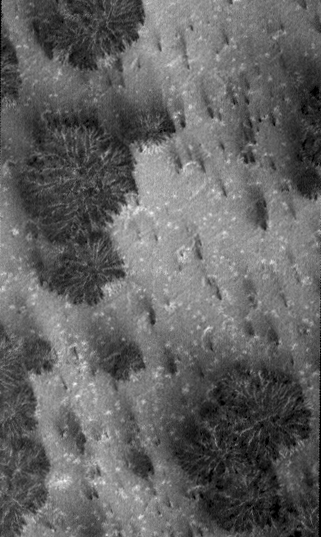
MGS가 촬영하여 2000년 10월 16일에 공개한 CO2 간헐천 이미지이다.
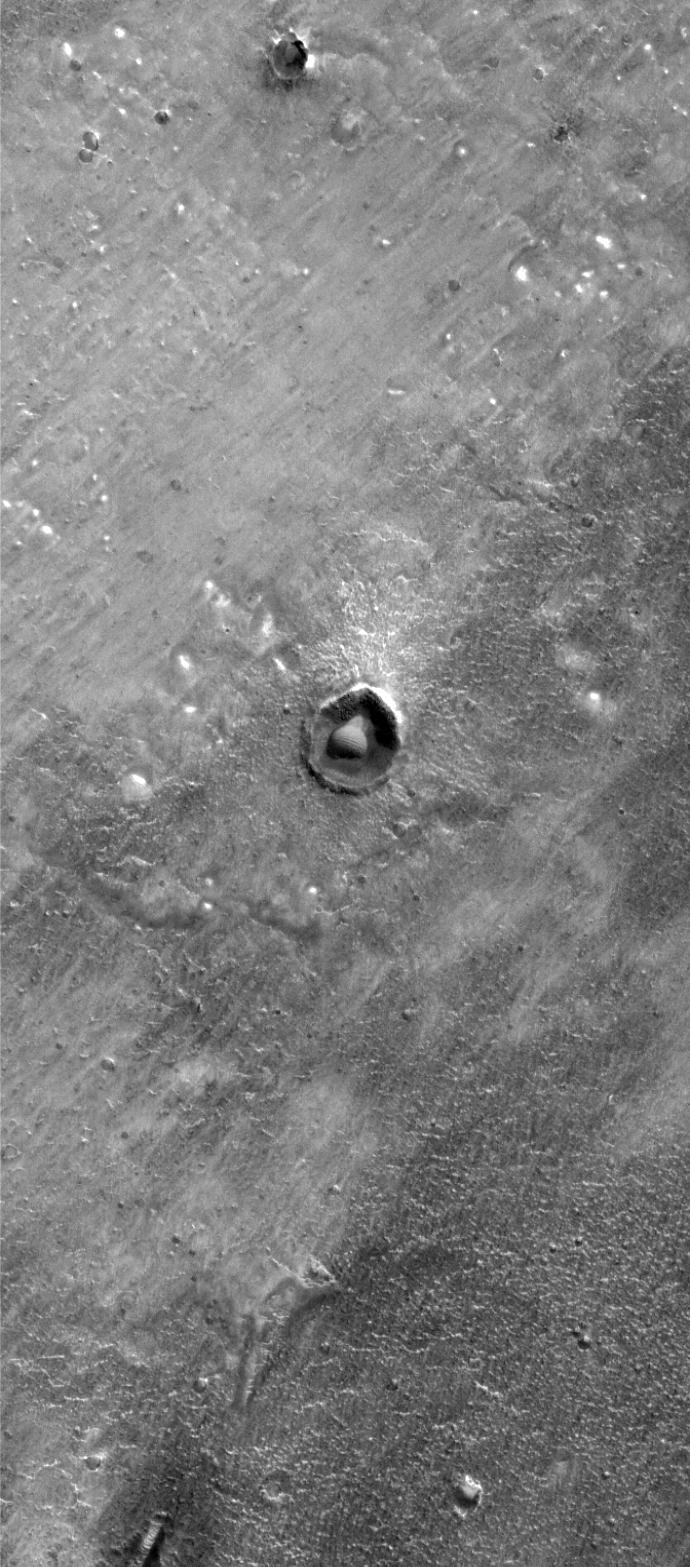
MGS가 촬영한 화성의 표면이다.
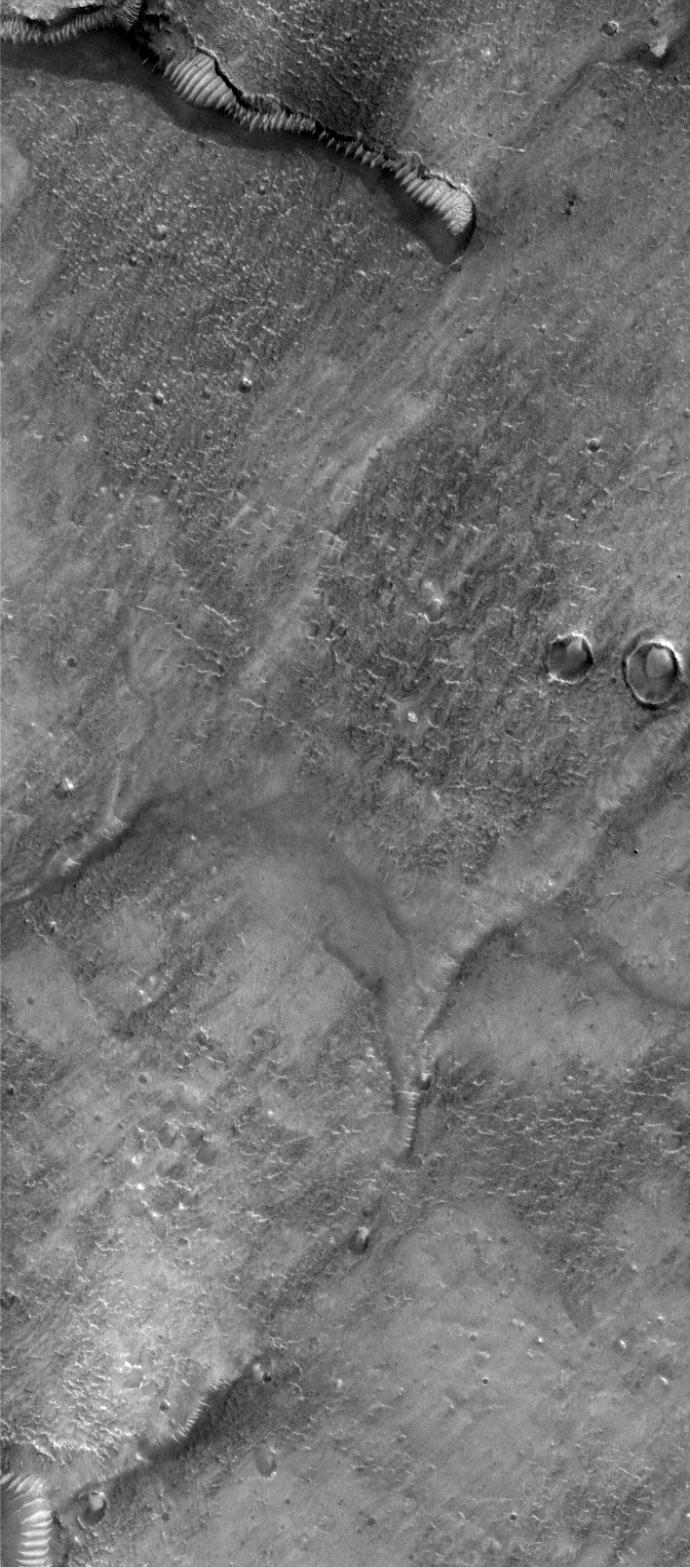
MGS가 촬영한 화성의 표면이다.
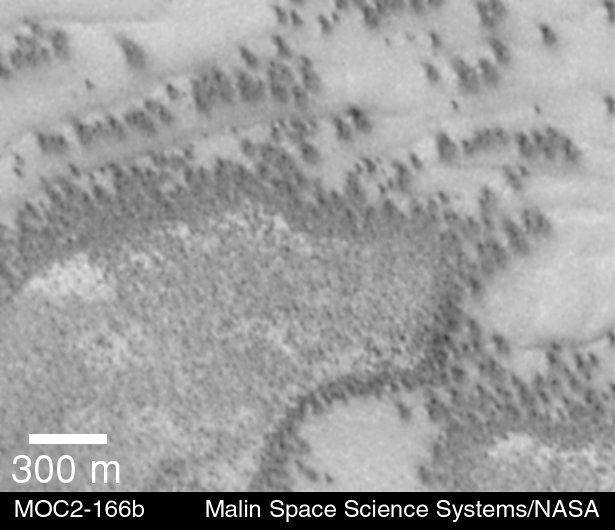
1999년 8월 10일 MGS가 촬영한 화성 표면이다.
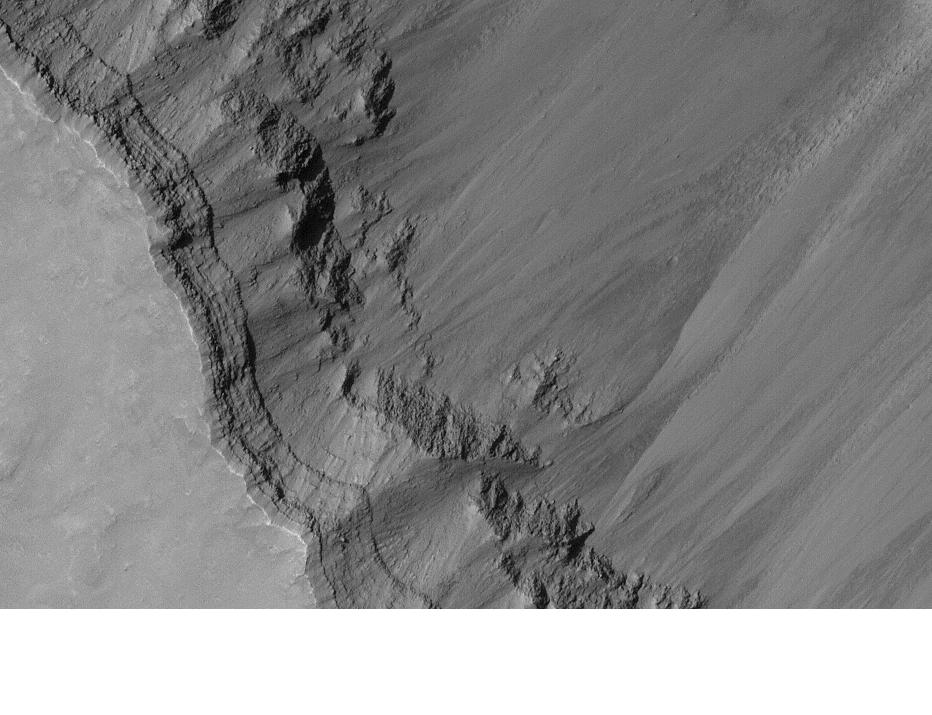
MGS가 촬영한 협곡 벽에 있는 층이다.
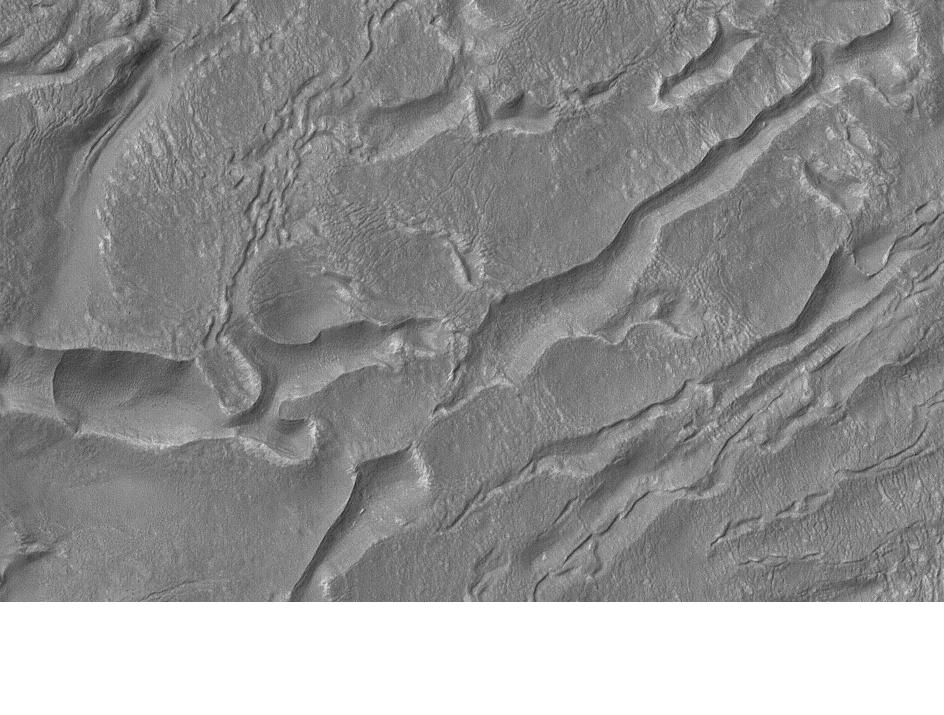
MGS에서 볼 수 있는 헬라스의 띠 같은 지형이다. 기원은 현재까지도 알려지지 않고 있다.
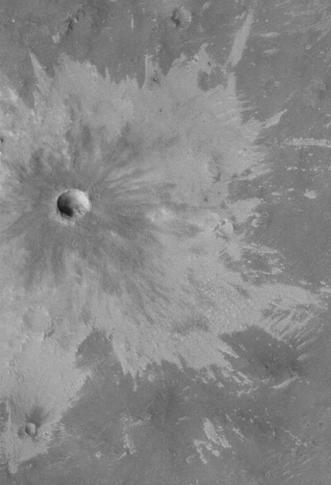
밝은 광선은 충격으로 인해 밝은 하층을 방출한다. 어떤 밝은 층은 수분을 함유한 미네랄을 포함하고 있다.
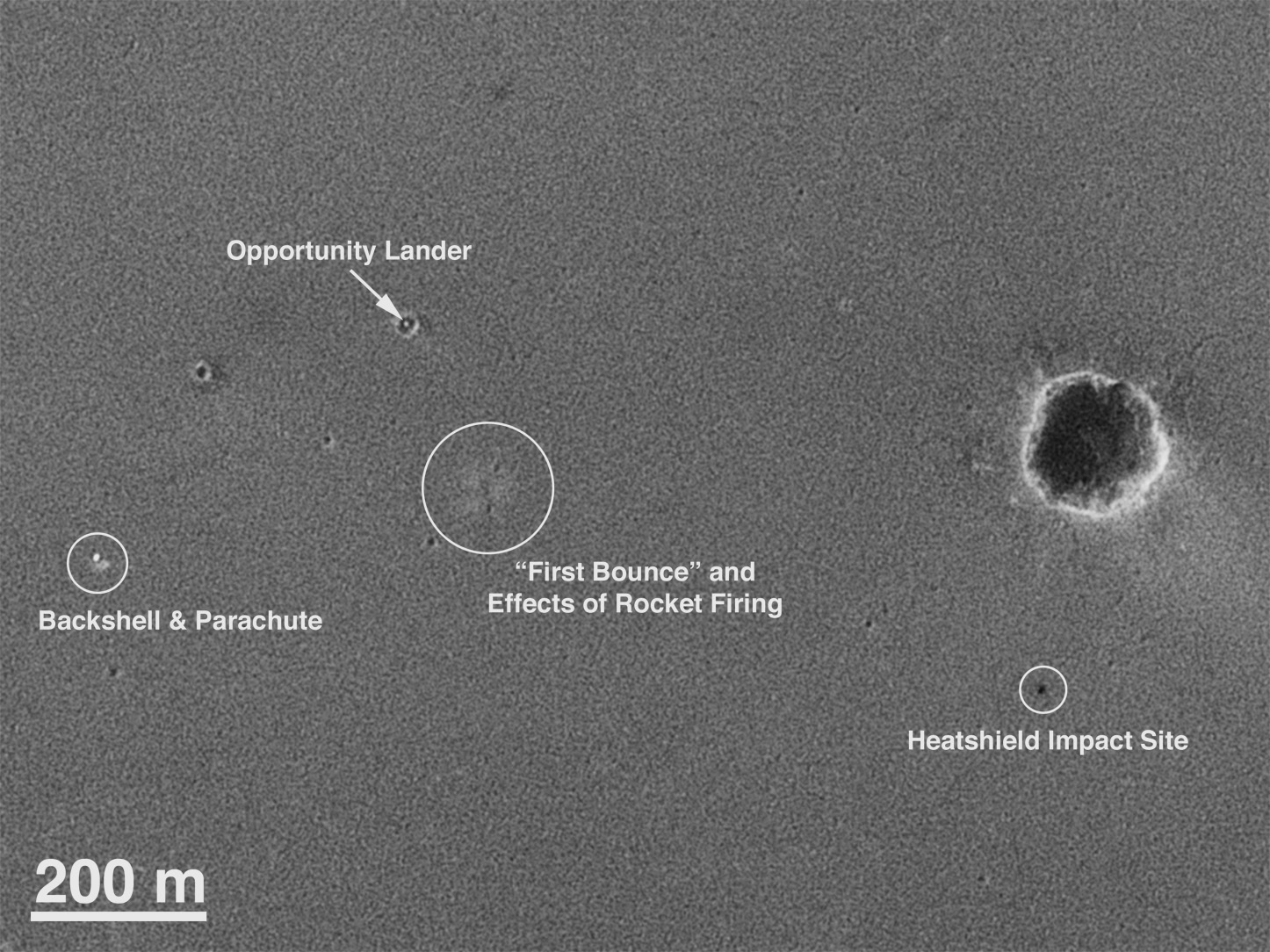
MGS 사진은 오퍼튜니티의 착륙지점을 찍은 것으로 "홀인원"을 보여주고 있다.
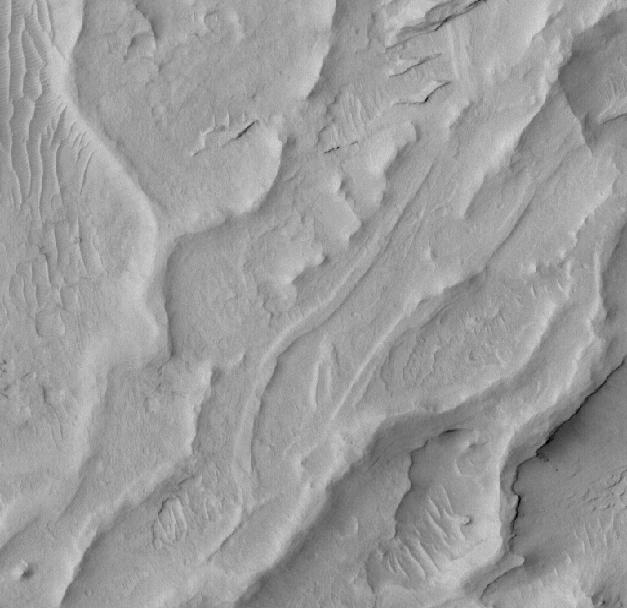
하천은 거친 물질이 침전되고 시멘트가 굳은 후에 형상이 높아진 것으로 여겨진다.
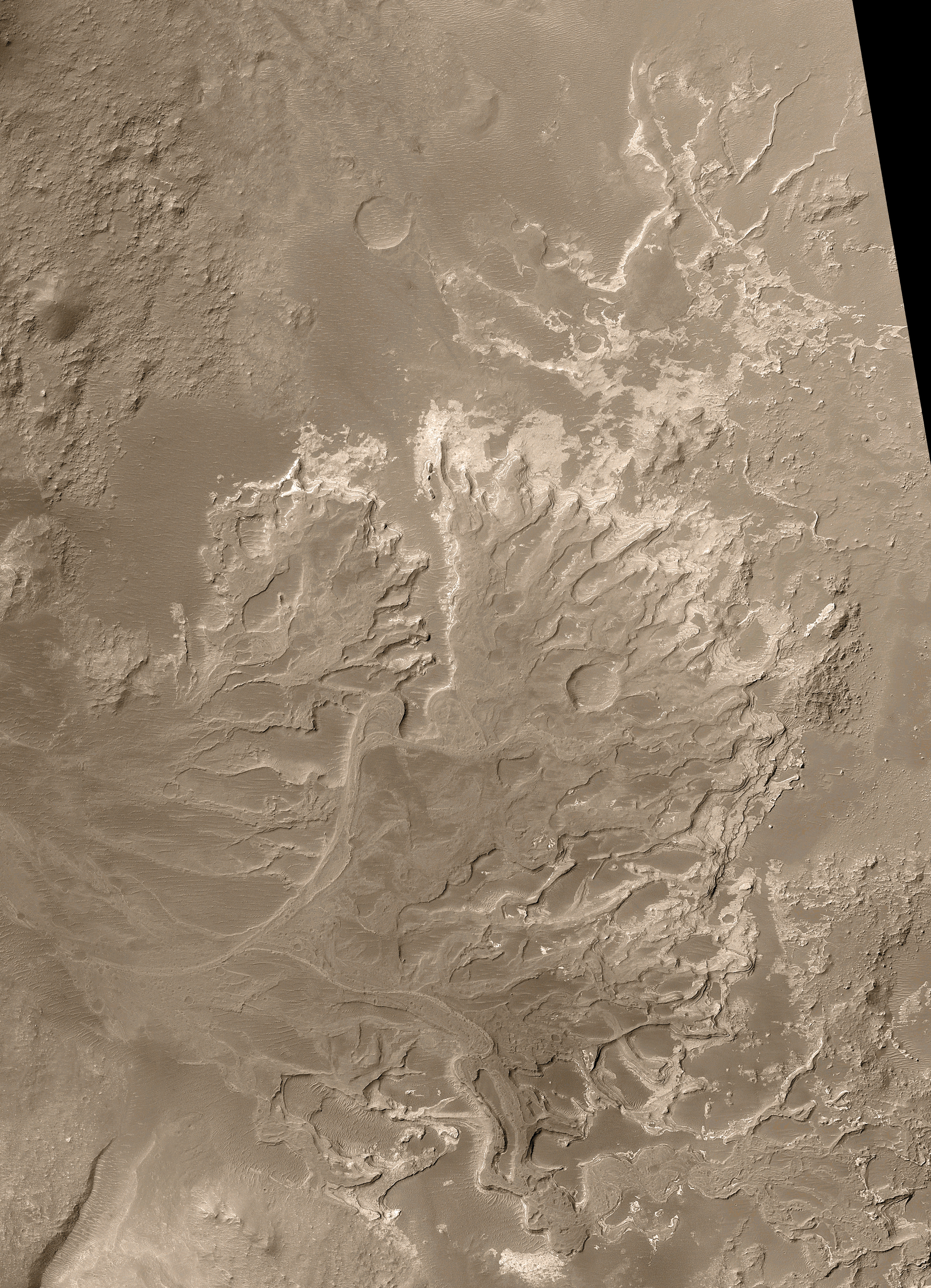
사진은 아마도 거대한 호수에서 형성된 삼각주의 사진일 것이다. 그 지역은 지질학자들에게 큰 관심사이다. 과거 미생물이 살았던 흔적이 이 지역에서 발견될 수 있다.
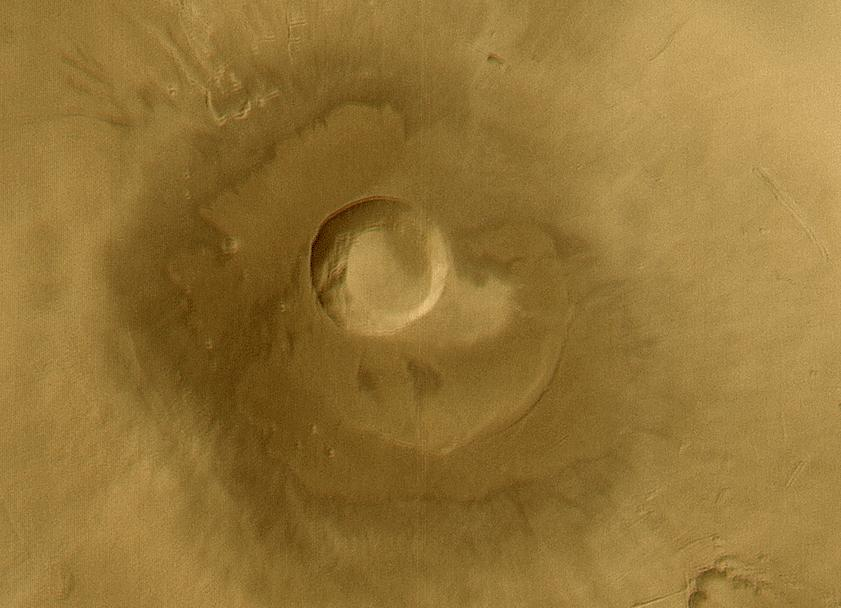
파보니스 산의 사진이다.